# Jenson Button
Pour les articles homonymes, voir Button.
Jenson Button, né le 19 janvier 1980 à Frome dans le Somerset, est un pilote automobile britannique champion du monde de Formule 1 en 2009  au volant d'une Brawn-Mercedes. Il dispute, de 2000 à 2016, dix-sept saisons dans la discipline, prend 305 départs et totalise 8 pole positions et 15 victoires pour 50 podiums. Il devient MBE en 2009.
Jenson Button possède un style de pilotage doux, préférant la finesse à l'agressivité ce qui lui permet d'optimiser la gestion de ses pneumatiques et de tirer parti des conditions climatiques difficiles,.

## Biographie

### 1988-1997: les débuts en sports mécaniques

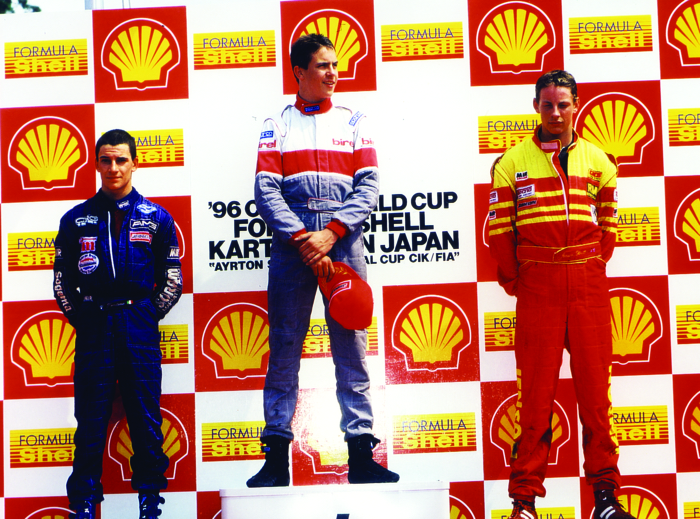
Jenson Button (à droite) sur le podium des championnats du monde de karting en 1996.

Jenson Button, dont les parents divorcent alors qu'il est âgé de sept ans, est l'unique garçon d'une famille de quatre enfants. Son père, John Button (1943-2014), vendeur de voitures d'occasion, est un ancien pilote britannique de Rallycross des années 1970 qui a notamment affronté en compétition Franz Wurz, le père d'Alexander Wurz qui deviendra lui aussi pilote de Formule 1. Jenson, confié à la garde de son père les week-ends, est encouragé par celui-ci à pratiquer les sports mécaniques.
Il débute en minimoto puis passe au karting à l'âge de huit ans. Ses premiers résultats s'avérant probants, John épuise les maigres économies familiales pour engager son fils dans de multiples compétitions locales. En 1989, il remporte le championnat British Super Prix et l'année suivante termine vice-champion britannique des cadets.
En 1991, pour sa première saison complète en karting, Jenson remporte le titre de champion cadet de Grande-Bretagne en réalisant un grand chelem en remportant l'ensemble des six courses du championnat. La même saison, il remporte également le championnat British Open en réalisant un nouveau grand chelem avec trente-quatre victoires de catégorie. En 1992, Jenson passe en catégorie Junior et triomphe en championnat TKM et au British Open. L'année suivante, il devient champion junior RAC et remporte pour la troisième fois le British Open.
C'est en karting que le style de pilotage coulé de Button, qui deviendra sa marque de fabrique, se forge sous les conseils de Paul Lemmens (patron de l'écurie GKS) qui lui fait remarquer que son pilotage est encore trop saccadé et manque d'efficacité.
À partir de 1994, Button s'engage dans des compétitions européennes tout en continuant à participer aux championnats britanniques. Il remporte ainsi deux épreuves du championnat ICA Senior d'Italie, championnat qu'il remporte en 1995, saison qui le voit pointer au rang de vice-champion du monde de Formule A en karting. En 1996, Button décroche la troisième place des Championnats du Monde et d'Amérique ainsi que la cinquième place du championnat européen en catégorie Super A. Il devient champion d'Europe en catégorie Super A en 1997 en remportant quatre victoires.

### 1998-1999: Formule Ford puis Formule 3
Fort de son titre de champion d'Europe de karting, Jenson Button accède au sport automobile en 1998. Dès sa première saison, il remporte, au sein de l'écurie Haywood, le Championnat de Grande-Bretagne de Formule Ford, le Formula Ford Festival de Brands Hatch, le Trophée McLaren Autosport BRDC et devient vice-champion d'Europe de Formule Ford 1600.
Alors que ses ressources financières sont au plus mal, les 50 000 livres sterling du trophée McLaren lui permettent de passer en championnat britannique de Formule 3 dès 1999 au sein de l'écurie française Promatecme. Avec deux victoires, il termine le championnat à la troisième place finale. Il se fait également remarquer par sa belle seconde place au sélectif Grand Prix de Macao de Formule 3. Grâce à ses bonnes performances en Formule 3, Button remporte en fin d'année le McLaren Young Driver Award, une récompense attribuée par un collège de spécialistes au meilleur espoir du sport automobile britannique. Cette récompense lui permet d'effectuer ses premiers tours de roue en Formule 1, sur la McLaren-Mercedes championne du monde et plusieurs écuries de Formule 3000 comme SuperNova et Fortech le convient à des séances d'essais pour signer un éventuel contrat de pilote titulaire en 2000.
Peu de temps après, en décembre à Barcelone, il est convié à une séance d'essais par l'écurie française Prost Grand Prix. Jenson Button fait forte impression en réalisant des temps plus rapides que ceux des pilotes titulaires Jean Alesi et Nick Heidfeld. Les prestations de Button sur la Prost attirent l'œil de l'équipe Williams, qui à son tour propose un test au jeune espoir britannique en janvier 2000. Jenson Button est initialement mis en concurrence avec Bruno Junqueira pour le poste de pilote essayeur. Finalement, il est titularisé pour la saison 2000 aux côtés de Ralf Schumacher.
Cette titularisation interpelle les habitués des paddocks de Formule 1 qui se montrent sceptiques face à l'engagement d'un pilote de vingt ans avec une très faible expérience du sport automobile (seulement une saison de Formule Ford, et une saison de Formule 3). Frank Williams semble néanmoins sûr de son recrutement puisqu'il fait signer à Button un contrat d'une saison.

### 2000: débuts réussis en Formule 1 chez Williams

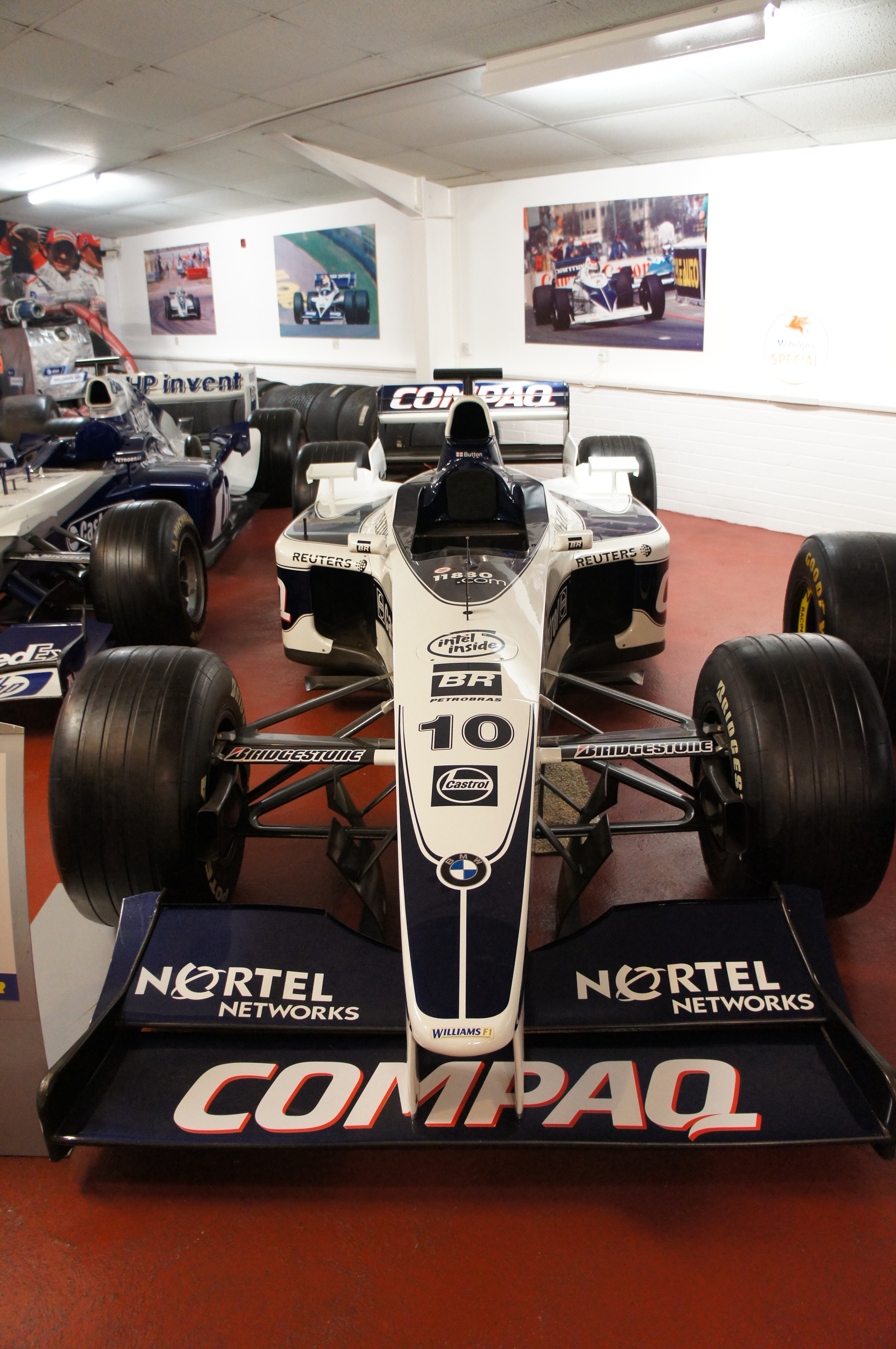
La Williams FW22 de ses débuts en Formule 1

Jenson Button apaise rapidement les craintes le concernant en montrant d'indiscutables qualités au volant de la Williams FW22. Il marque ses premiers points dès son second départ en Formule 1 à l'occasion du Grand Prix du Brésil où il se classe sixième après s'être élancé de la neuvième place sur la grille.
Il entre à nouveau dans les points peu après pour son Grand Prix national où il termine cinquième après une belle qualification en troisième ligne. Après un passage à vide de plusieurs courses, il retrouve le chemin des points en Autriche puis dès la course suivante en Allemagne où il se classe cinquième puis quatrième.
Même si, sur l'ensemble de la saison, il est dominé par son coéquipier Ralf Schumacher qui inscrit un total de 24 points (grâce à huit arrivées dans les points dont trois podiums), Button réalise des performances remarquées sur les circuits considérés comme les plus sélectifs du calendrier comme Spa-Francorchamps et Suzuka où il décroche deux nouvelles cinquièmes places,.
Pour sa première saison en Formule 1, Button se classe à la huitième place du championnat du monde avec douze points inscrits en six occasions et devient, à 20 ans 2 mois et 7 jours, le plus jeune pilote à marquer des points au championnat du monde de Formule 1.
Revenant sur son début de carrière, le pilote nuance ses performances en déclarant qu'elles n'étaient pas entièrement de son fait : il avoue en effet son manque cruel d'expérience de la Formule 1 et une préparation physique et mentale inexistante. Le fait de conduire une monoplace performante au sein d'une écurie bien aguerrie a contribué à sa réussite, d'autant plus que ses erreurs lui étaient pardonnées et mises sur le compte de sa jeunesse.

### 2001-2002: passage difficile chez Benetton et Renault

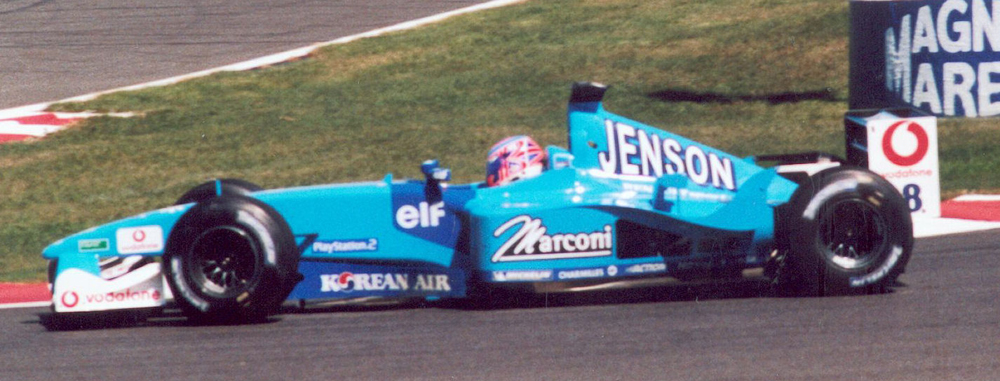
Button au GP de France 2001.

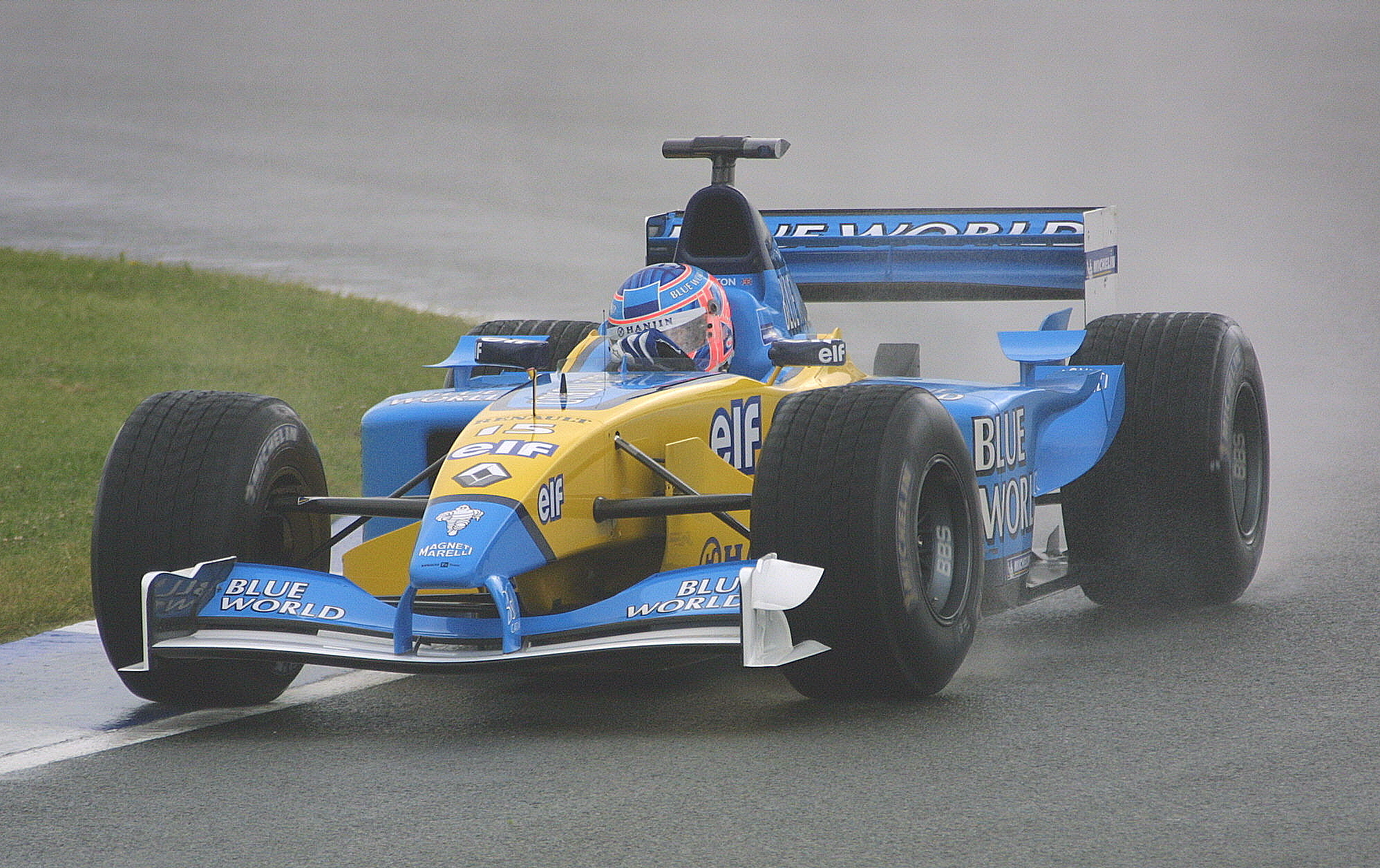
Button à son Grand Prix national en 2002

Malgré ses bons débuts chez Williams, Button n'est pas en mesure de conserver sa place dans l'écurie britannique en 2001 en raison de la politique de Frank Williams qui a multiplié les contrats avec de nombreux pilotes en verve dans les différents championnats automobiles mondiaux. Frank Williams a en effet signé un contrat avec Alessandro Zanardi, double champion du monde de CART, et un contrat à long terme avec Juan Pablo Montoya, second du championnat intercontinental de F3000 en 1997 et pilote-essayeur en Formule 1 en 1998. Au jeu des chaises musicales où Zanardi en Formule 1 en 1999 laisse sa place à Montoya en CART jusqu'en 2000 où il est appelé en Formule 1 par Williams, Button est le grand perdant.
Bien que sous contrat avec Williams, Button est prêté à Benetton Formula, entretemps devenue propriété de Renault. Jenson Button se trouve confronté à la difficile mise au point de la Benetton B201 qui reçoit un inédit moteur V10 Renault Sport à angle extra large qui se révèle très complexe à mettre au point et moins puissant que ses concurrents. Button apparaît souvent dépassé par les événements et se fait largement dominer par son coéquipier Giancarlo Fisichella, lequel signe l'unique podium de l'écurie cette saison. Il termine dix-septième du championnat avec deux points, inscrits avec sa cinquième place du Grand Prix d'Allemagne.
Jenson Button conserve son volant pour la saison 2002 alors que l'équipe Benetton est rebaptisée Renault F1 Team. Bien que régulièrement dominé en vitesse pure par son nouvel équipier Jarno Trulli, il montre de belles qualités de finisseur en course en entre à six reprises dans les points sur les 17 courses du championnat. Avec un total de 14 points, il termine à la septième place du championnat et devance son équipier Trulli, huitième avec neuf points. Bien que la côte de Button reparte à la hausse, il ne peut conserver son volant chez Renault, la direction sportive de l'écurie française préférant le remplacer en 2003 par le pilote-essayeur Fernando Alonso.

### 2003-2005: l'éclosion chez British American Racing

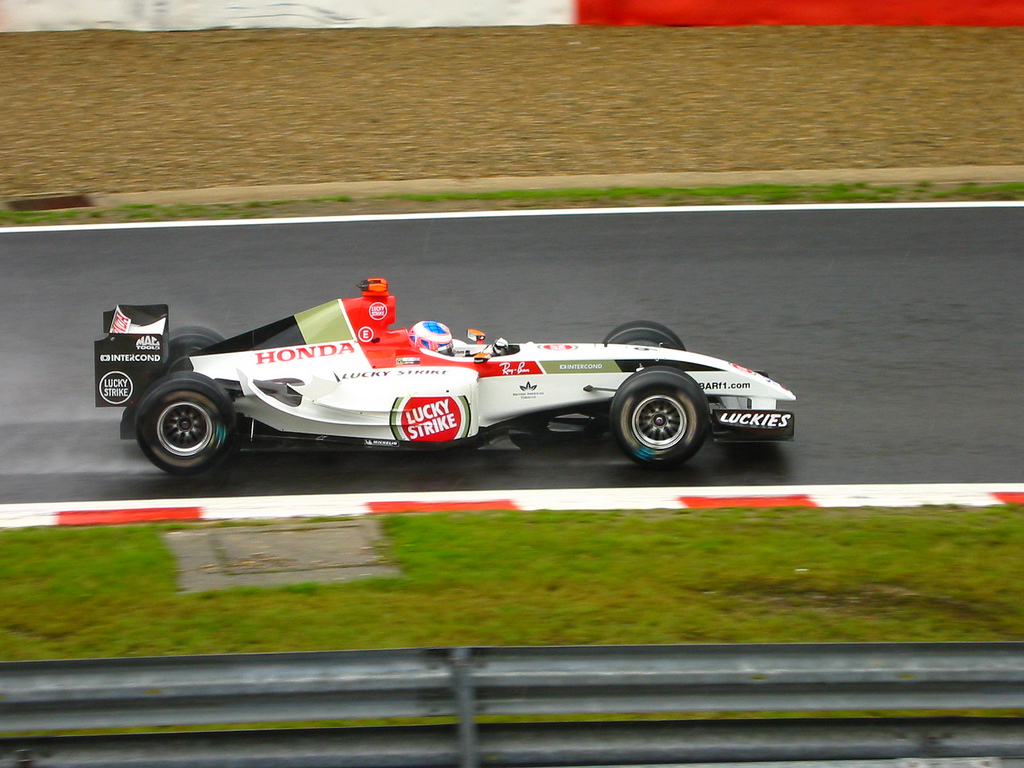
Jenson Button au Grand Prix de Belgique 2004.

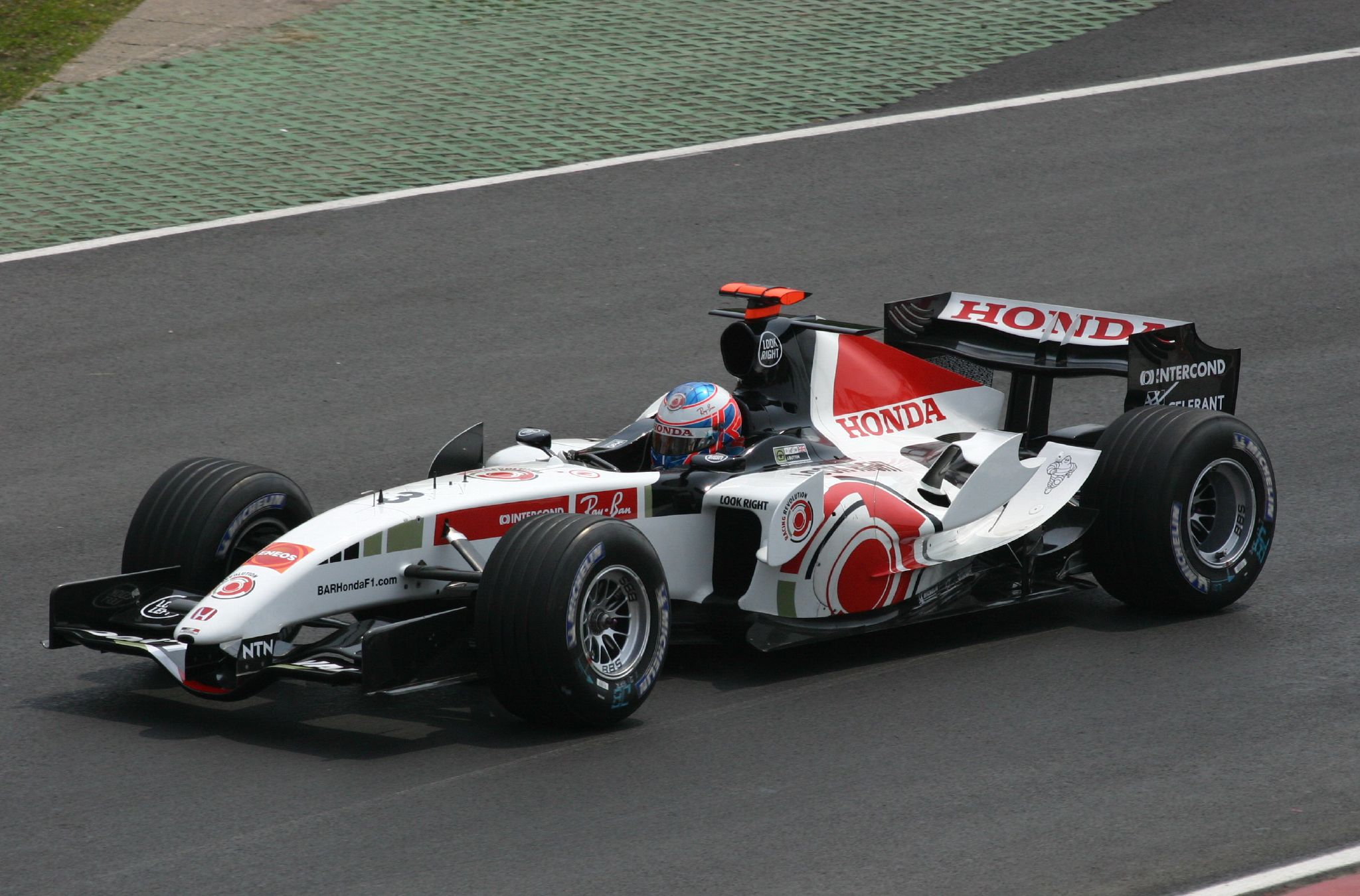
Jenson Button au Grand Prix du Canada 2005.

Button trouve refuge en 2003 dans l'équipe BAR-Honda. Malgré la compétitivité moyenne de sa BAR 005, et également un gros accident lors des essais du Grand Prix de Monaco qui l'oblige à déclarer forfait pour la course, Button parvient à transformer sa saison en succès d'estime en prenant l'ascendant sur son coéquipier Jacques Villeneuve. Avec deux quatrièmes places comme meilleur résultat (en Autriche et au Japon), il termine la saison à la neuvième place du championnat avec dix-sept points, devançant nettement son champion du monde de coéquipier, seulement seizième avec six points. Il se fait également remarquer aux États-Unis, où il mène l'épreuve durant 15 tours, ses premiers tours en tête en carrière.
En 2004, toujours chez BAR, avec un nouveau coéquipier, le Japonais Takuma Satō, il met à profit la nette progression de son écurie pour enfin se battre régulièrement pour les premières places. En Malaisie, il décroche le premier podium de sa carrière à l'issue de sa 68e tentative, une des plus longues attentes de l'histoire de la Formule 1 (seuls Martin Brundle avec 91 tentatives et Mika Salo avec 73 ont dû patienter plus longtemps) puis, à Imola, sa première pole position. À Monaco, il est en lutte pour la victoire mais doit s'incliner pour une demi-seconde face à la Renault de son ancien équipier Trulli. À Monza, il fait à nouveau sensation en menant l'épreuve durant 24 tours avant que les Ferrari de Rubens Barrichello et Michael Schumacher ne le rattrapent et signe le doublé. Il termine le championnat à la troisième place finale, derrière Schumacher et Barrichello, en totalisant dix podiums et quatre-vingt-cinq points, son meilleur résultat jusqu'alors.
Malgré l'excellent niveau de performance atteint par son équipe, Button agite le marché des transferts au cœur de l'été en annonçant de manière surprise en août 2004 son transfert chez Williams-BMW à compter de la saison 2005. Ce contrat immédiatement dénoncé par les dirigeants de BAR, qui arguent que Button doit encore honorer une saison supplémentaire chez eux. Cette version est contestée par Button et Williams, pour lesquels il existait une clause dans le contrat liant Button à BAR-Honda permettant au Britannique de partir dès la fin 2004. C'est le début de ce que la presse spécialisée ne tarde pas à appeler le Button-gate. L'affaire est tranchée au mois d'octobre par le FIA Contract Recognition Board (ou Bureau de Reconnaissance des Contrats de la FIA) qui donne raison à BAR et oblige Button et Williams à repousser à 2006 leurs retrouvailles.
En 2005, après un début de saison difficile marqué par sa disqualification au Grand Prix de Saint-Marin, l'exclusion de son équipe pour deux courses en raison d'une tricherie avérée, ce qui l'amène à ne pas avoir inscrit un seul point en neuf courses, Button se montre à son avantage lors de la deuxième moitié de saison et termine, à partir du Grand Prix de France, dix fois consécutivement dans les points. Il obtient deux podiums en Allemagne et en Belgique et réalise sa seconde pole position au Canada. Il termine neuvième du championnat avec trente-sept points.
Malgré une saison en demi-teinte, Button exprime le désir de rester chez BAR que Honda est sur le point de racheter plutôt que d'honorer son contrat avec Williams, lâché par BMW, signé un an plus tôt. C'est le deuxième Button-gate qui, contrairement à l'année précédente, se règle à l'amiable entre BAR-Honda et Williams, Williams renonçant en effet à la venue de Button en échange d'une contrepartie financière.

### 2006-2008: le doute chez Honda Racing F1 Team

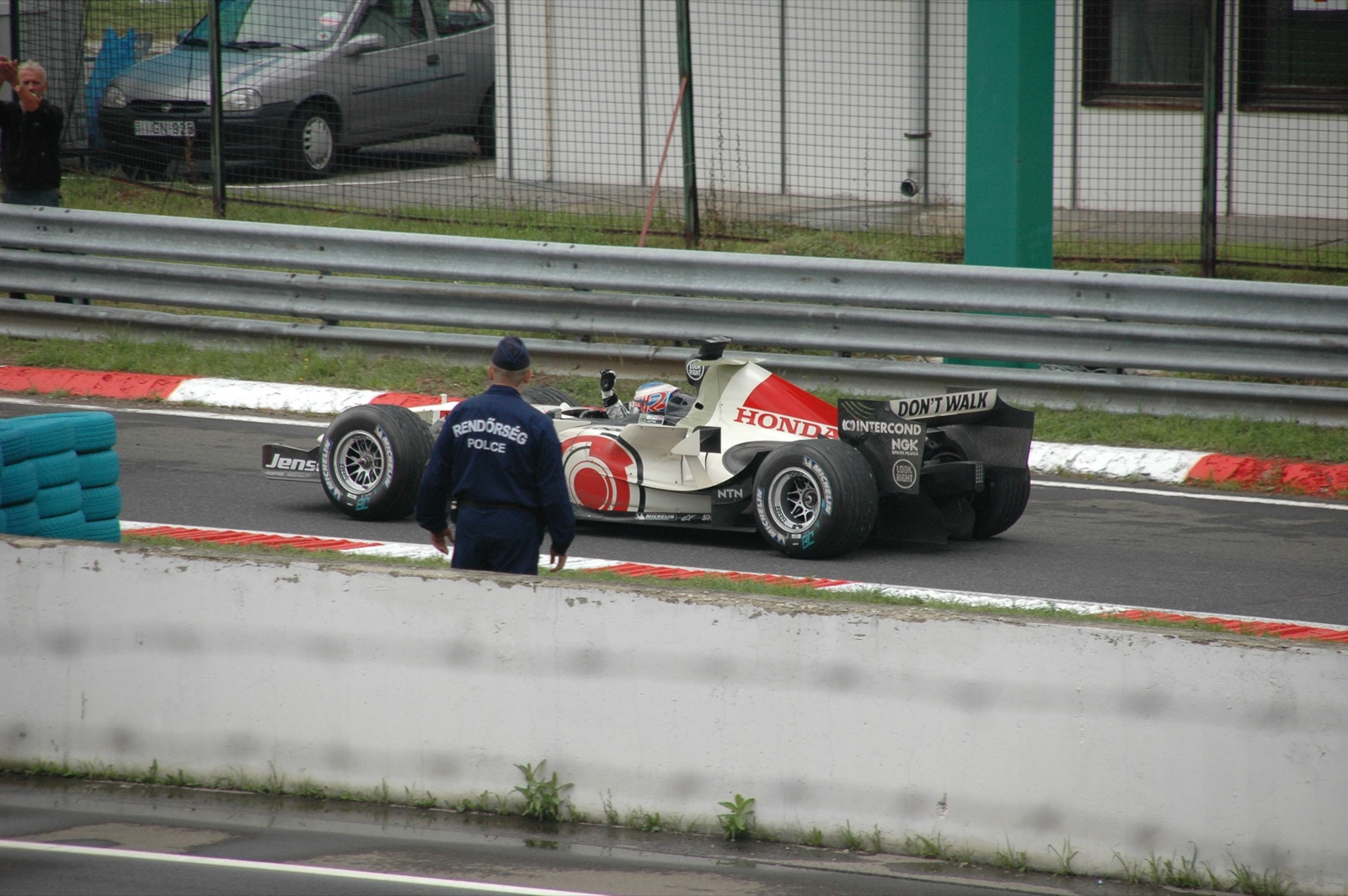
Button de retour aux stands après sa victoire au Grand Prix de Hongrie 2006.

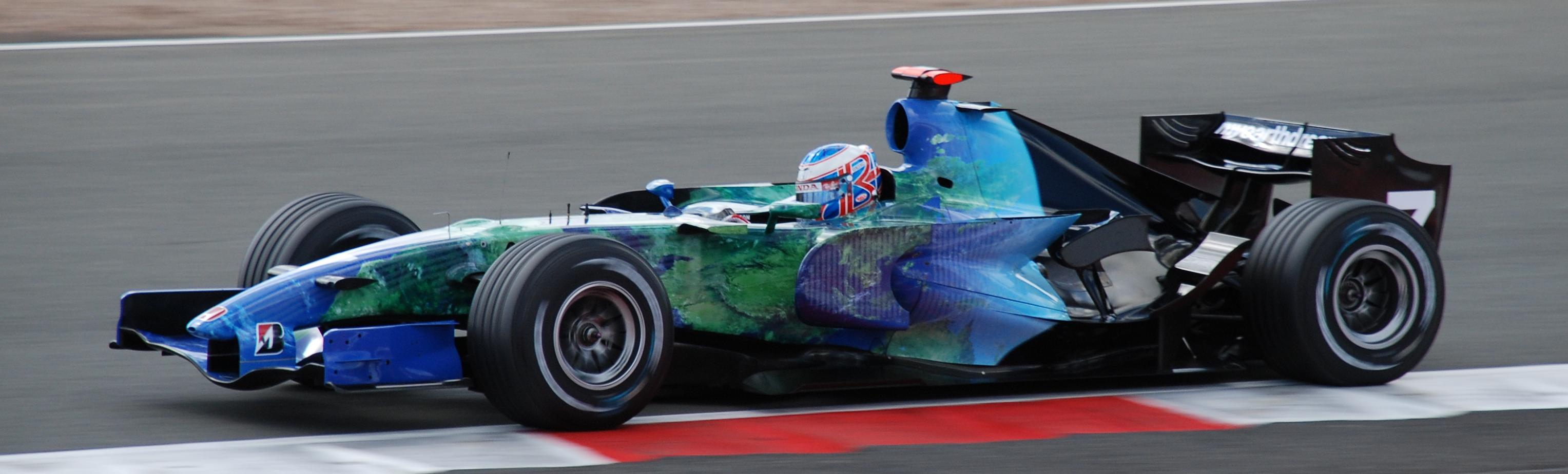
Jenson Button lors de son Grand Prix national en 2007.

Button commence la saison 2006 au sein de l'écurie désormais rebaptisée Honda Racing F1 Team, aux côtés d'un nouveau coéquipier, le Brésilien Rubens Barrichello, en provenance de Ferrari. Les essais hivernaux prometteurs au cours desquels les Honda réalisent des temps comparables à ceux des Renault et des Ferrari, sont porteurs de grands espoirs pour Button qui peut ambitionner d'obtenir sa première victoire et lutter pour le titre mondial.
Ses espoirs sont rapidement douchés car Honda s'enfonce au fil des courses dans une crise sportive et technique. Lors du premier Grand Prix de la saison, à Bahreïn, il se qualifie troisième et termine quatrième.
En Malaisie, il signe son premier podium de la saison, le premier d'une Honda depuis 1968, après être parti en première ligne. En Australie, il obtient la pole position, mène les trois premiers tours de l'épreuve puis occupe la cinquième place quand son moteur casse en vue de l'arrivée. Son moteur casse également après seulement quelques tours lors de son Grand Prix national. Après la onzième manche de la saison, Button pointe en huitième position avec seize points, comme son coéquipier Barrichello.

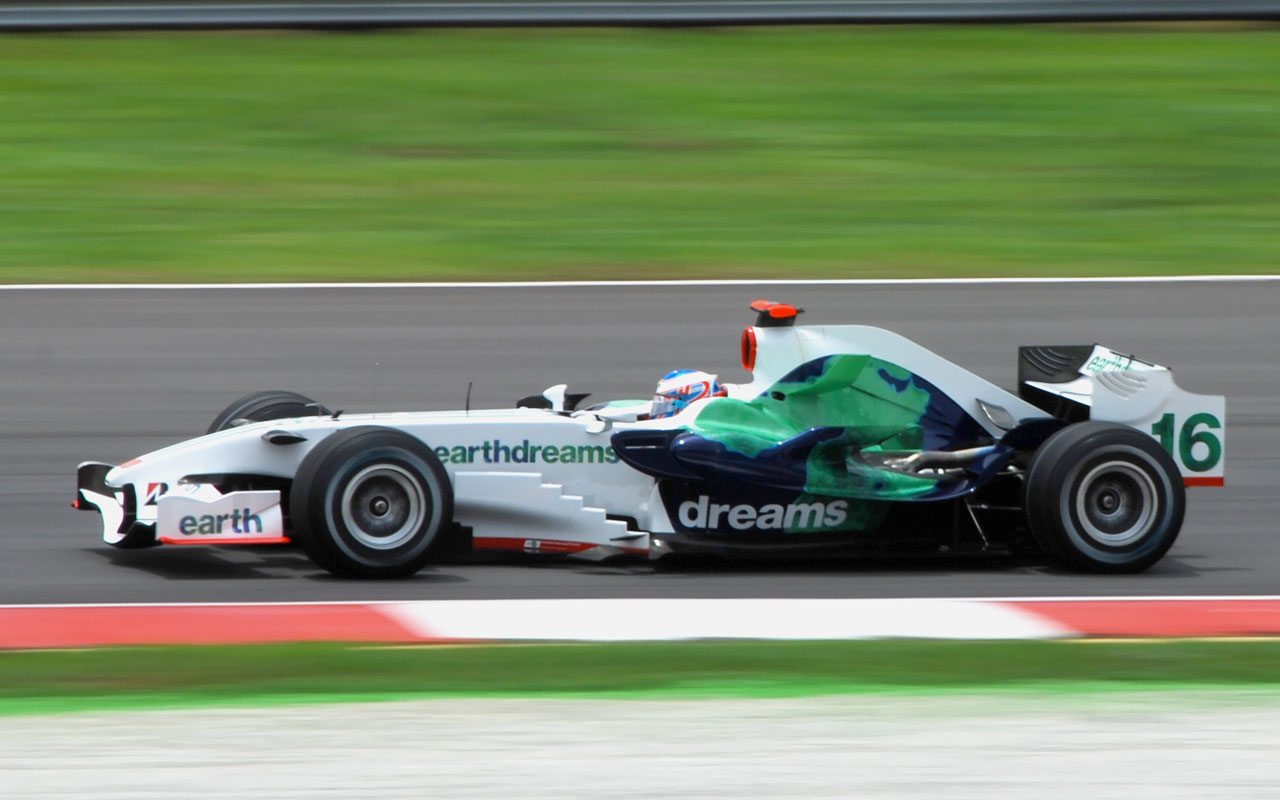
Jenson Button sur la Honda RA108 lors du Grand Prix de Malaisie 2008.

À partir du Grand Prix d'Allemagne, que Button termine à la quatrième place, Honda et Button font leur retour au premier plan. Ce retour en forme se concrétise le 6 août 2006, à l'occasion du Grand Prix de Hongrie où, parti de la quatorzième place à la suite d'une pénalité aux essais due à une casse moteur, Button revient rapidement aux premières places grâce à la pluie. À l'issue de la dernière salve de ravitaillements, il se hisse à la première place de l'épreuve, qu'il remporte, obtenant sa première victoire en Grand Prix pour son 113e départ, la quatrième plus longue attente de l'histoire (seuls Mark Webber avec 130 Grands Prix, son coéquipier Barrichello avec 124 et son ancien coéquipier Trulli avec 117 ont dû attendre plus longtemps). Lors des cinq dernières épreuves, il ne quitte plus les cinq premières places et termine troisième du Brésil, dernière manche de l'année. Il termine sixième du championnat du monde avec 56 points.
La saison 2007, que Jenson dispute encore chez Honda Racing F1 Team aux côtés de Rubens Barrichello, vire à la catastrophe puisqu'il doit attendre la huitième épreuve de la saison, en France à Magny-Cours, pour marquer son premier point et le premier de l'écurie, en terminant huitième. Il réalise son meilleur résultat en fin de saison sous la pluie lors du Grand Prix de Chine, qu'il achève en cinquième position. Il termine quinzième avec six points, ayant inscrit tous les points de Honda en 2007.
Toujours chez Honda en 2008, il met à profit les légers progrès de son écurie attribués en partie à l'arrivée fin 2007 de l'ingénieur Ross Brawn pour réaliser des performances en hausse, ponctuées notamment par les trois points de la sixième place à l'issue du Grand Prix d'Espagne. Mais le reste de la saison, il lutte en fond de grille. Il termine dix-huitième du championnat avec trois points, son pire classement depuis le début de sa carrière alors que son équipier Rubens Barrichello termine quatorzième avec onze points et a signé le premier podium de l'écurie en un an et demi lors du Grand Prix de Grande-Bretagne disputé sous une pluie qui surprendra de nombreux pilotes, dont Button lui-même.

### 2009: la consécration chez Brawn Grand Prix

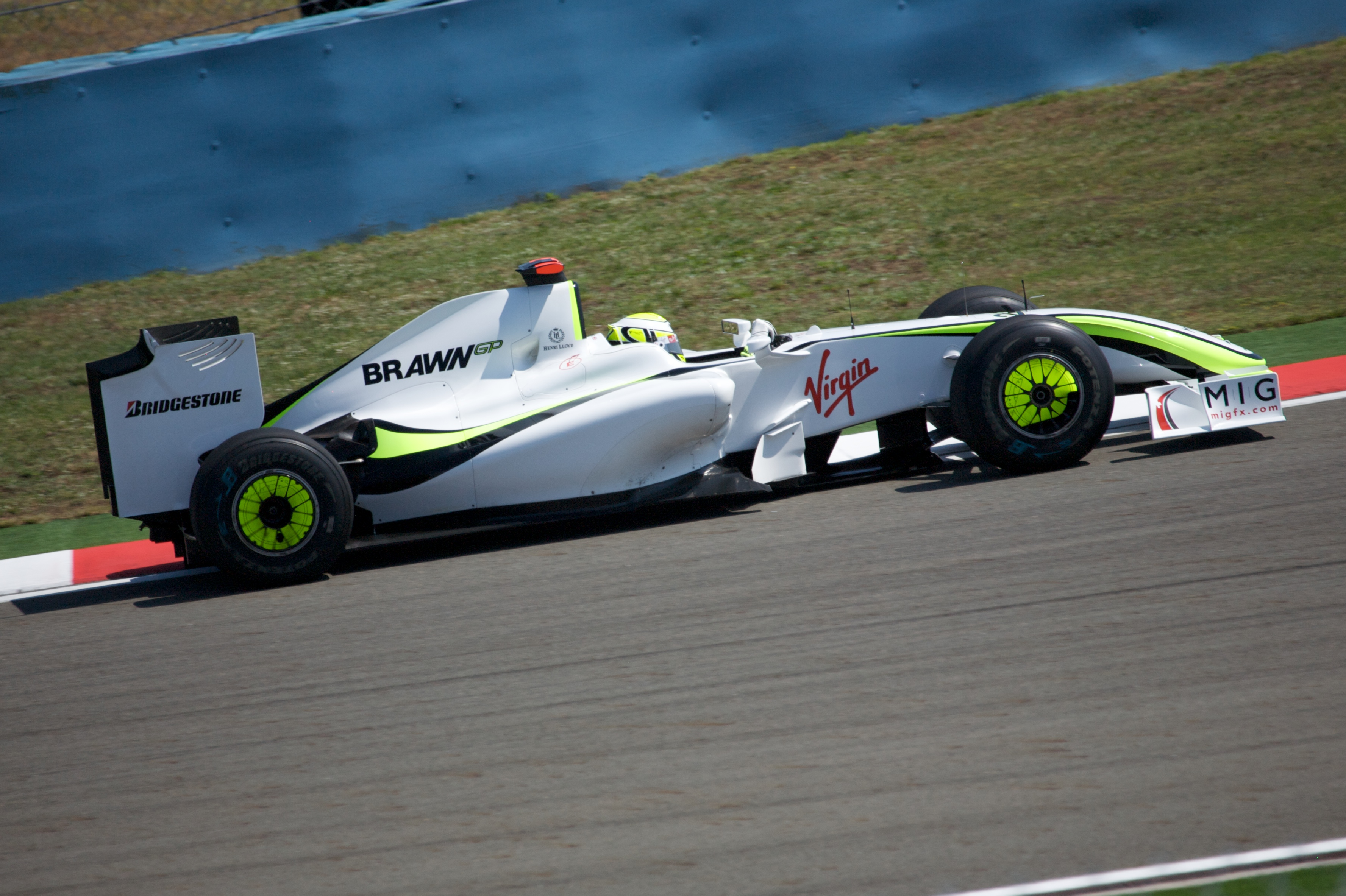
Button au volant de la Brawn lors du Grand Prix de Turquie 2009.

Le 5 décembre 2008, à la suite de l'annonce par Honda de son retrait de la Formule 1, l'avenir de Jenson Button en Formule 1 est un temps menacé. Après avoir consenti une forte baisse de son salaire, il conserve sa place au sein de la structure de Brackley, rebaptisée Brawn GP Formula One Team après son rachat par Ross Brawn.
Dès le premier Grand Prix de la saison, il décroche la pole position devant son coéquipier Rubens Barrichello et gagne le premier Grand Prix de la saison (après avoir mené toute la course, une première dans sa carrière) devant lui, ce qui lui permet de mener le championnat pour la première fois de sa carrière, et accessoirement d'inscrire plus de points en une course que lors de la totalité de ses deux dernières saisons. En Malaisie, il sort vainqueur d'une course difficile disputée sous la pluie et arrêtée au trente-et-unième des cinquante-six tours, non sans avoir signé son premier meilleur tour en course, ce qui est également son unique hat trick en carrière. Le 19 avril 2009, en Chine, s'il ne peut empêcher Sebastian Vettel et sa Red Bull de s'imposer, il termine sur la troisième marche du podium. À Bahreïn, Barcelone et Monaco, il signe trois nouvelles victoires et peut légitimement prétendre à la couronne mondiale. En Turquie, Button laisse la pole position à Vettel mais l'accompagne en première ligne. Après une erreur de Vettel dans le premier tour, Button prend la tête de l'épreuve et signe sa sixième victoire de la saison en sept départs, ce qui lui permet de mener le championnat avec 26 points d'avance sur son coéquipier qui est également son plus proche rival.
La suite de la saison est plus difficile puisqu'il doit se contenter de terminer sixième lors de son Grand Prix national, stoppant ainsi sa série de sept podiums consécutifs, cinquième en Allemagne, et de deux septièmes places en Hongrie et en Europe, la plupart du temps derrière les Red Bull de Vettel et Webber devenues les meilleures voitures du plateau, qui grappillent des points au championnat. En Belgique, qualifié à une lointaine quatorzième place, il est percuté par Romain Grosjean au départ et connaît son unique abandon de la saison. En Italie, Button décroche la deuxième place, remontant ainsi sur le podium après une diète de cinq Grands Prix. Il aborde ainsi le Grand Prix du Japon avec 15 points d'avance au championnat sur Rubens Barrichello à trois Grands Prix du terme de la saison. Il s'y classe huitième derrière le Brésilien, lui cédant ainsi un point. La bonne opération est pour Vettel qui gagne la course et revient à seize points du pilote anglais.
Le 18 octobre 2009, cependant, à l'issue du Grand Prix du Brésil, il est sacré champion du monde de Formule 1, en terminant cinquième de la course, alors que ses rivaux pour le titre, Rubens Barrichello (huitième) et Sebastian Vettel (quatrième), marquent un nombre insuffisant de points pour espérer le rattraper lors du dernier Grand Prix, cela malgré la pole à domicile de Barrichello. Obtenant le titre lors de son 169e Grand Prix, Button est le troisième champion du monde ayant dû patienter le plus longtemps, derrière Nico Rosberg (sacré au bout de 206 Grands Prix) et son compatriote Nigel Mansell (sacré lors de son 176e départ). Succédant à Lewis Hamilton, sacré la saison précédente, il offre un deuxième titre mondial consécutif à la Grande-Bretagne, une première depuis les sacres de Graham Hill et Jackie Stewart en 1968 et 1969.
Button termine le dernier Grand Prix de la saison à la troisième place après une lutte avec Webber et boucle ainsi une saison auréolée de 6 victoires, 4 pole positions, 2 meilleurs tours en course, 9 podiums, 280 tours en tête et 95 points. Il aura également mené le championnat du début à la fin, une première depuis Michael Schumacher en 2004.

### 2010: arrivée chez McLaren

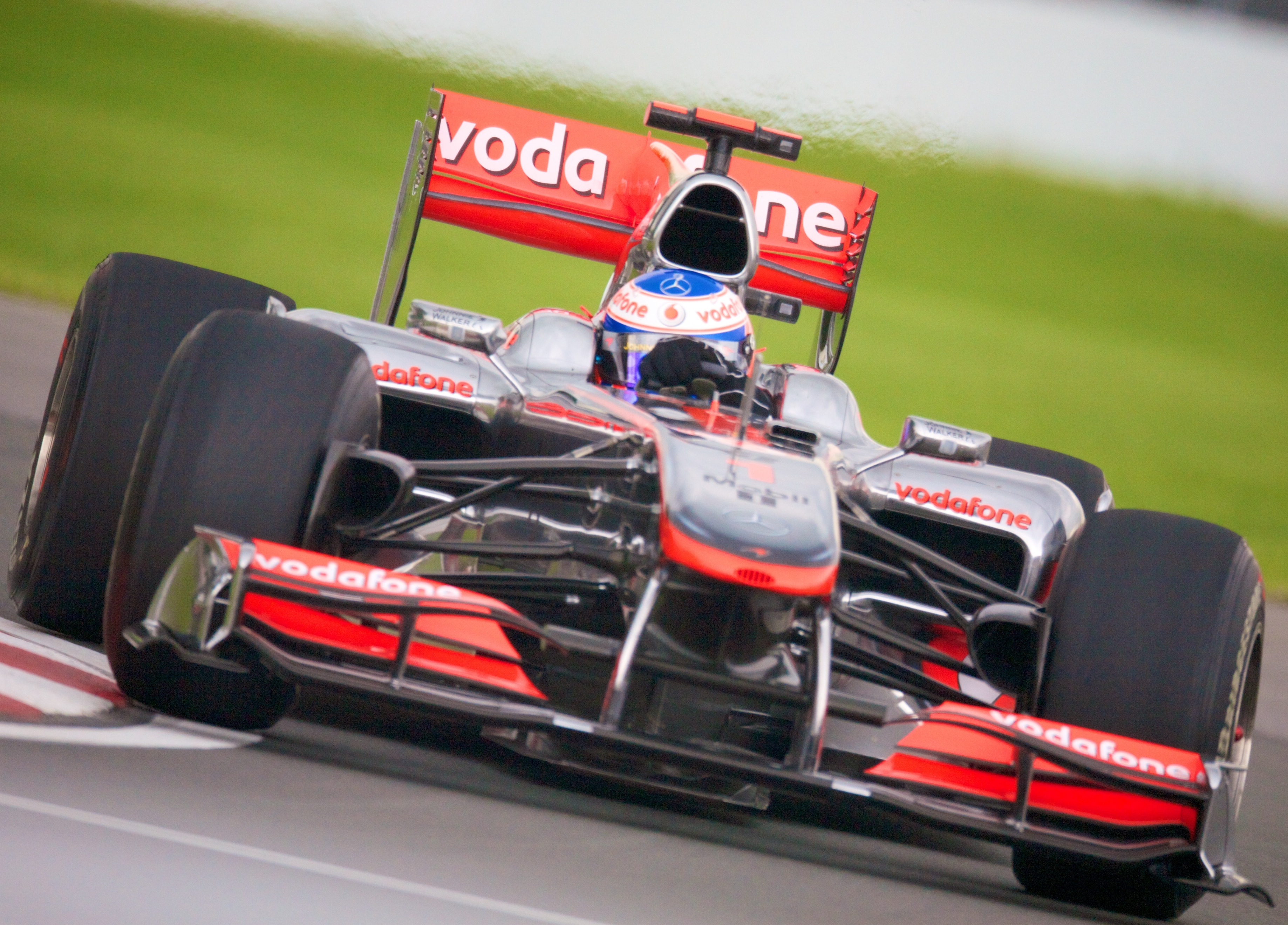
Jenson Button au Grand Prix du Canada 2010.

Le 18 novembre 2009, Jenson Button signe chez McLaren et rejoint son compatriote Lewis Hamilton. Lors du Grand Prix inaugural, à Bahreïn, il se classe septième alors que son coéquipier Lewis Hamilton monte sur la troisième marche du podium. Le 28 mars, lors du second Grand Prix de la saison en Australie, il remporte la victoire, sa seconde consécutive à l'Albert Park. Lors du Grand Prix de Malaisie, il termine huitième de l'épreuve après être parti en fond de grille. En Chine, Button remporte sa seconde victoire de la saison et prend la tête du championnat qu'il conserve en terminant cinquième en Espagne. Il abandonne à Monaco, où il avait gagné l'année précédente, à cause d'une erreur de ses mécaniciens ayant entraîné une surchauffe moteur, perdant ainsi la tête du championnat. En Turquie, profitant de l'accrochage entre les deux Red Bull en tête, il se classe second derrière son coéquipier et remonte à la seconde place du championnat. Il termine à nouveau second au Canada, à nouveau derrière son coéquipier, puis termine troisième en Europe. À Silverstone, parti de la quatorzième position, il termine au pied du podium. En Allemagne, il finit une nouvelle fois dans les roues de son coéquipier, à la cinquième place. Hamilton et Button occupent alors les deux premières places du championnat pilotes tandis que McLaren mène le championnat constructeurs.

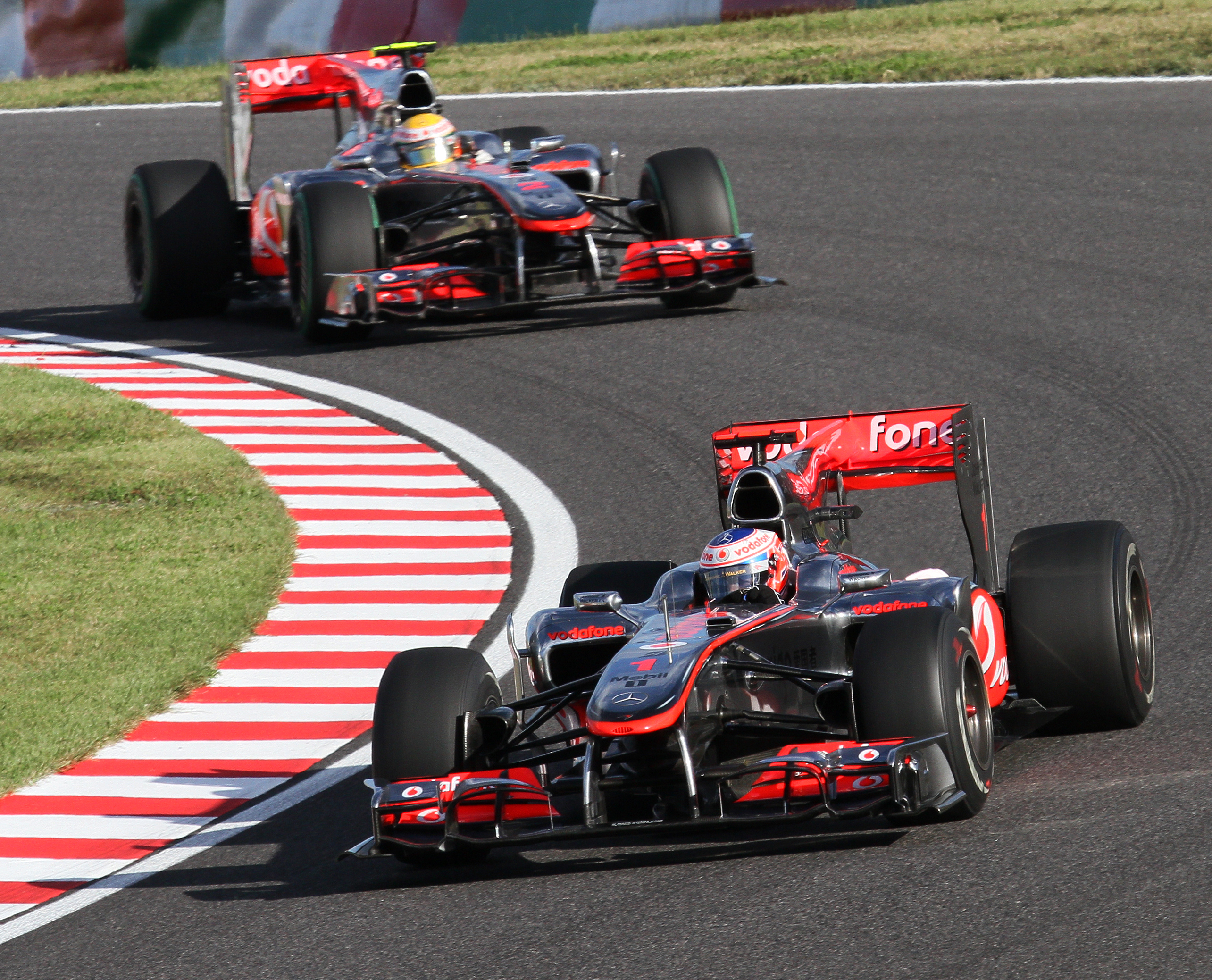
Jenson Button devant son coéquipier au Grand Prix du Japon 2010.

La suite de la saison s'avère plus difficile avec des résultats plus faibles, notamment une huitième place en Hongrie. L'espoir revient au Grand Prix de Belgique lorsque, après un très bon départ, il est deuxième derrière son coéquipier. Cependant, Sebastian Vettel l'accroche alors qu'il essayait de le dépasser, causant son abandon. Lors du Grand Prix d'Italie, deux semaines plus tard, qualifié en première ligne (son meilleur résultat à ce stade de la saison), Button prend un très bon départ et se retrouve en tête au premier virage devant le poleman Fernando Alonso. Cette course-poursuite entre les deux hommes dure pendant 37 tours puis, à la faveur d'un changement de pneumatiques, Alonso passe en tête de la course, Button terminant second, avant d'arriver quatrième à Singapour et au Japon.
Le 6 novembre 2010, en marge du Grand Prix du Brésil, Jenson Button, accompagné de son père John, de son physiothérapeute Mike Collier et de son manager Richard Goddard, est la cible, à Sao Paulo, d'une attaque par six hommes armés de mitraillettes alors qu'il se rendait à son hôtel après avoir quitté le circuit d'Interlagos. Son chauffeur, un policier, a su se frayer un chemin dans le trafic en percutant plus de cinq voitures afin d’éviter les assaillants. Lors de cette manche, Button termine cinquième et n'est plus en mesure de conserver son titre. Lors de la dernière course de la saison, à Abou Dabi, après avoir attendu le plus possible pour changer de pneus, il termine troisième derrière son coéquipier et Sebastian Vettel, qui lui succède en tant que champion du monde, et se classe cinquième du championnat avec 214 unités.

### 2011: vice-champion du monde

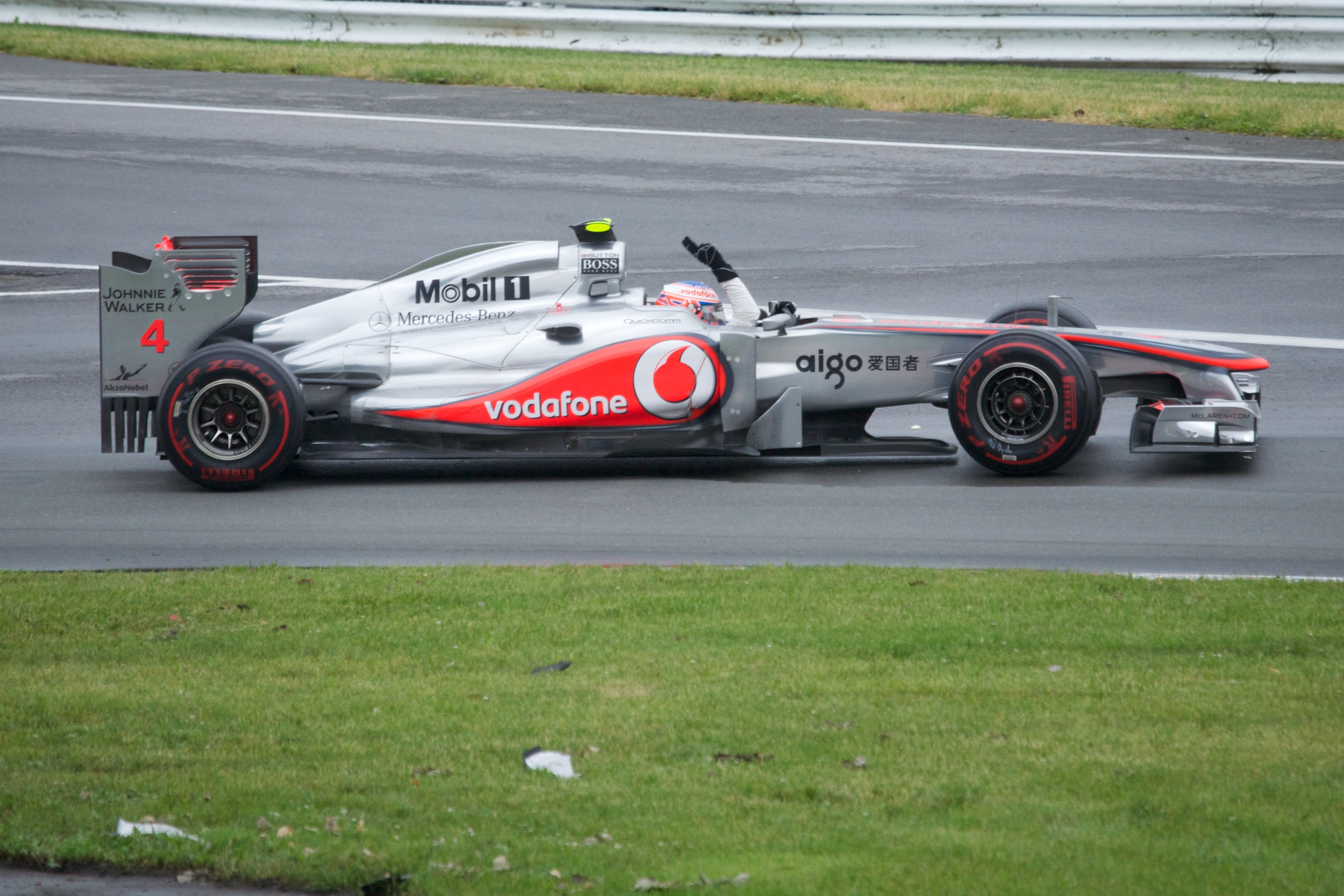
Jenson Button après sa victoire au Grand Prix du Canada 2011.

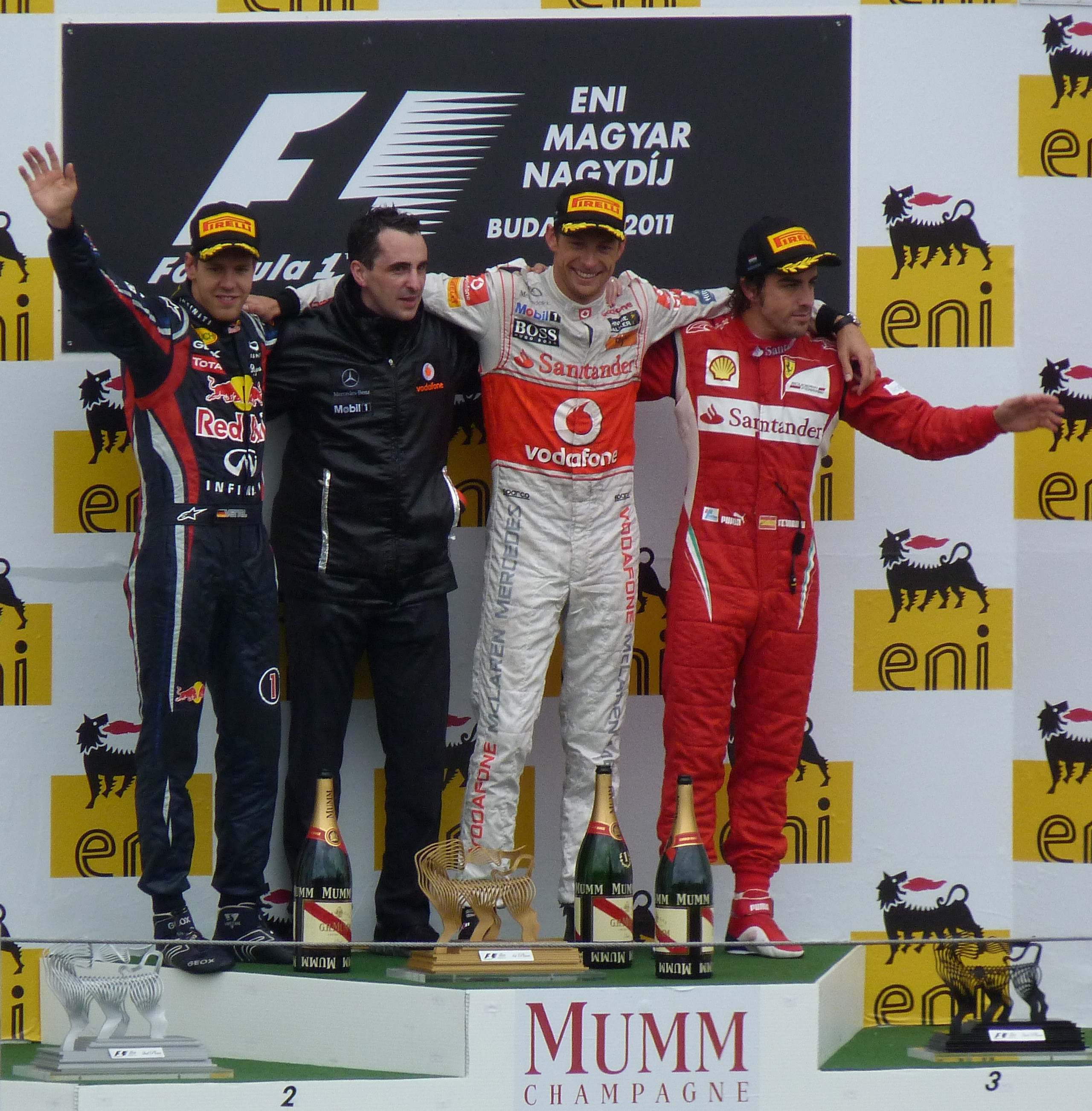
Jenson Button après sa victoire au Grand Prix de Hongrie 2011.

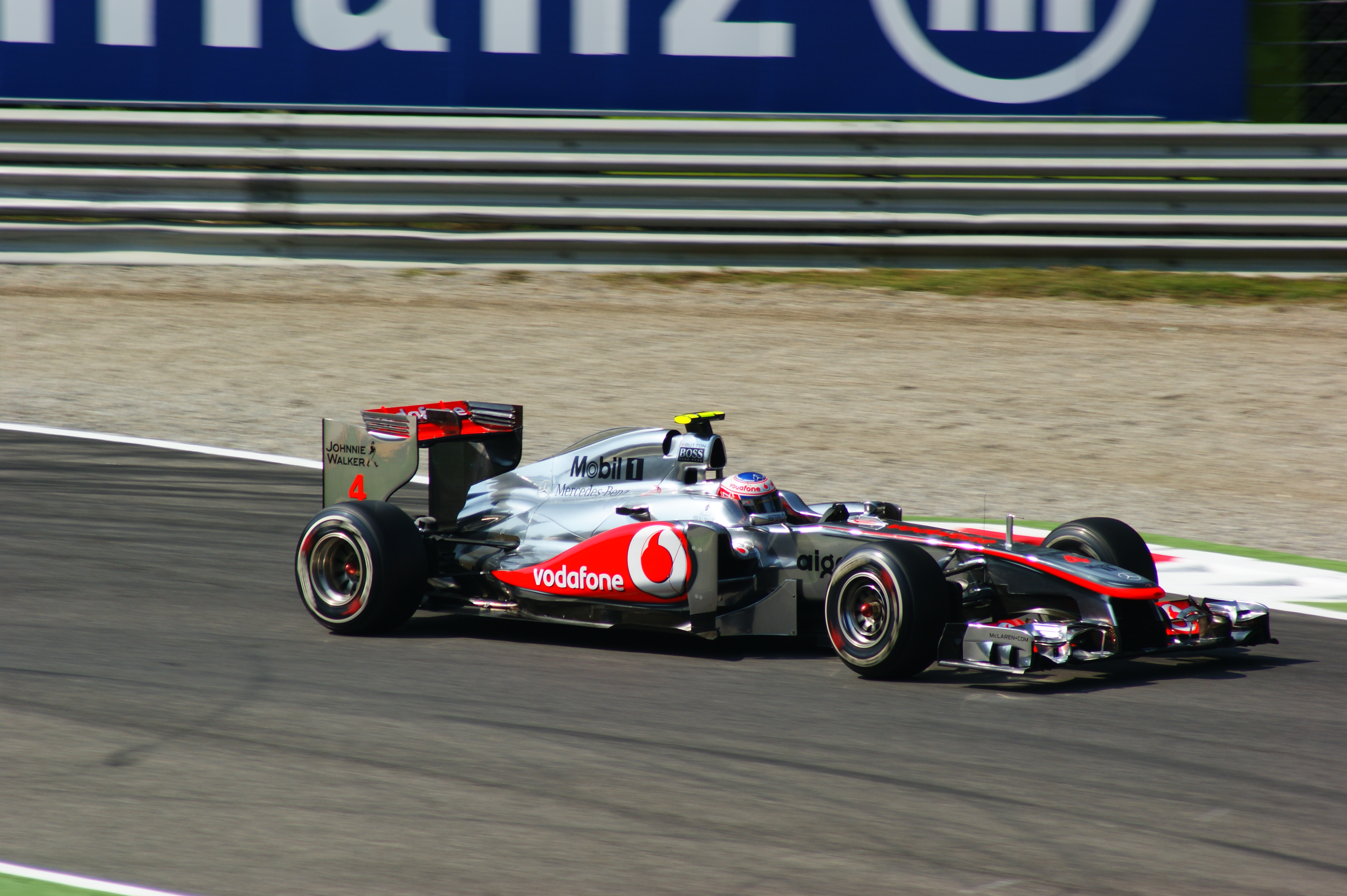
Jenson Button à Monza en 2011.

En 2011, après des essais hivernaux difficiles au volant d'une monoplace lente et peu fiable, Jenson Button arrive à Melbourne dans l'expectative. Or McLaren a réalisé d'importants changements sur la MP4-26 et Button se qualifie en quatrième position du Grand Prix inaugural. Il est néanmoins dominé par Lewis Hamilton, écope d'un drive-through pour avoir dépassé Felipe Massa en coupant un virage et termine la course en sixième position.
En Malaisie, mettant à profit sa bonne gestion des pneumatiques, il termine second derrière Sebastian Vettel. En Chine, Button se qualifie sur la première ligne aux côtés de Sebastian Vettel. Longtemps troisième en course, il rate un arrêt au stand en stoppant dans le stand Red Bull et termine la course quatrième après s'être fait dépasser par Mark Webber dans les derniers tours. En Turquie, sa stratégie osée de gestion des pneumatiques ne fonctionne pas comme souhaité et il doit se contenter de la sixième place. Après quatre Grands Prix, Jenson Button pointe à la quatrième place du championnat du monde avec 47 points de retard sur Sebastian Vettel.
En Espagne, après un mauvais départ qui le relègue à la dixième place dès le premier tour, il se classe troisième derrière Lewis Hamilton et Sebastian Vettel, à nouveau grâce à une bonne gestion de ses pneumatiques. À Monaco, Jenson Button part depuis la deuxième place sur la grille et, à moins de dix tours de l'arrivée, il est revenu sur Fernando Alonso et Sebastian Vettel : les trois pilotes se tiennent en moins d'une seconde mais Button a l'avantage d'avoir les pneus les plus neufs. Un carambolage à la chicane de la Piscine entraîne l'arrêt anticipé de la course, Vettel l'emporte donc devant Alonso et Button.
Au Canada, Jenson Button, septième sur la grille de départ, connaît une course mouvementée dans des conditions très changeantes : après cinq arrêts aux stands, un accrochage avec son coéquipier Lewis Hamilton au septième tour, un accrochage avec Fernando Alonso au trente-septième tour, et un drive-through pour avoir roulé trop vite derrière la voiture de sécurité au treizième tour, il pousse Vettel à la faute dans le dernier tour et s'impose après une remontée depuis la dernière place, ce qui lui permet de pointer à la deuxième place du championnat du monde, à 61 points de Vettel.
Les trois courses suivantes sont moins prolifiques pour le pilote britannique : à Valence, il se qualifie sixième et termine la course à la même place. À Silverstone, il abandonne pour la première fois de l’année après la perte d'une roue à la suite de son dernier arrêt aux stands. En Allemagne, il abandonne à nouveau à cause d'un problème hydraulique, ce qui le relègue au cinquième rang du championnat.
À l'occasion de son deux centième Grand Prix, en Hongrie, dans des conditions humides, il décroche la onzième victoire de sa carrière après une passe d'armes avec son coéquipier Lewis Hamilton. En Belgique, il décroche une troisième place après s'être élancé de la treizième position sur la grille de départ. En Italie puis à Singapour, il finit deuxième derrière Sebastian Vettel. Il reste alors le seul pilote en dehors de Vettel à pouvoir être titré.
Au Japon, il doit s'incliner pour neuf millièmes en qualifications face à Vettel, mais, comme pour célébrer sa prolongation de contrat avec McLaren-Mercedes, remporte finalement sa troisième victoire de la saison, la douzième de sa carrière, bien qu'il ne puisse empêcher Sebastian Vettel de conquérir le titre. À quatre Grands Prix de la fin de la saison, Jenson Button est deuxième du championnat avec 210 points, huit de plus que son poursuivant Fernando Alonso et trente-deux de plus que son coéquipier Lewis Hamilton. En Corée du Sud, il finit au pied du podium après s'être qualifié en troisième position. En Inde, quatrième sur la grille, il double Fernando Alonso et Mark Webber dès le départ et se classe deuxième de la course derrière Sebastian Vettel. À Abou Dabi, troisième sur la ligne de départ, il termine à la même place après une course rendue difficile par un dysfonctionnement de son système de récupération de l'énergie cinétique. À Interlagos, il termine troisième après être parti de cette même position. Jenson Button boucle la saison 2011 avec huit podiums lors des neuf dernières courses, pour un total de 12 réalisations, et obtient le titre de vice-champion du monde avec 270 points.

### 2012: derniers succès chez McLaren

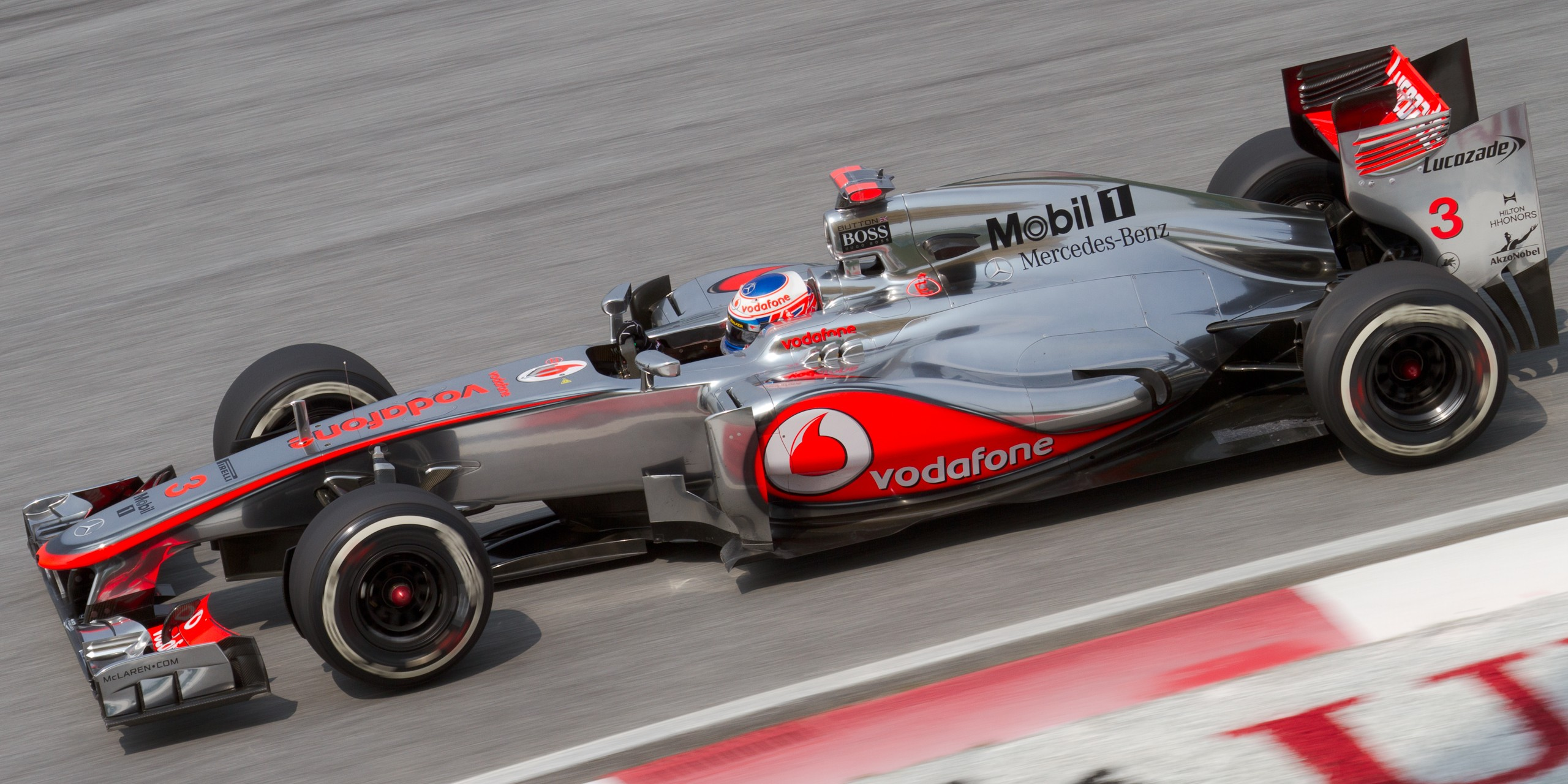
Jenson Button au Grand Prix de Malaisie en 2012.

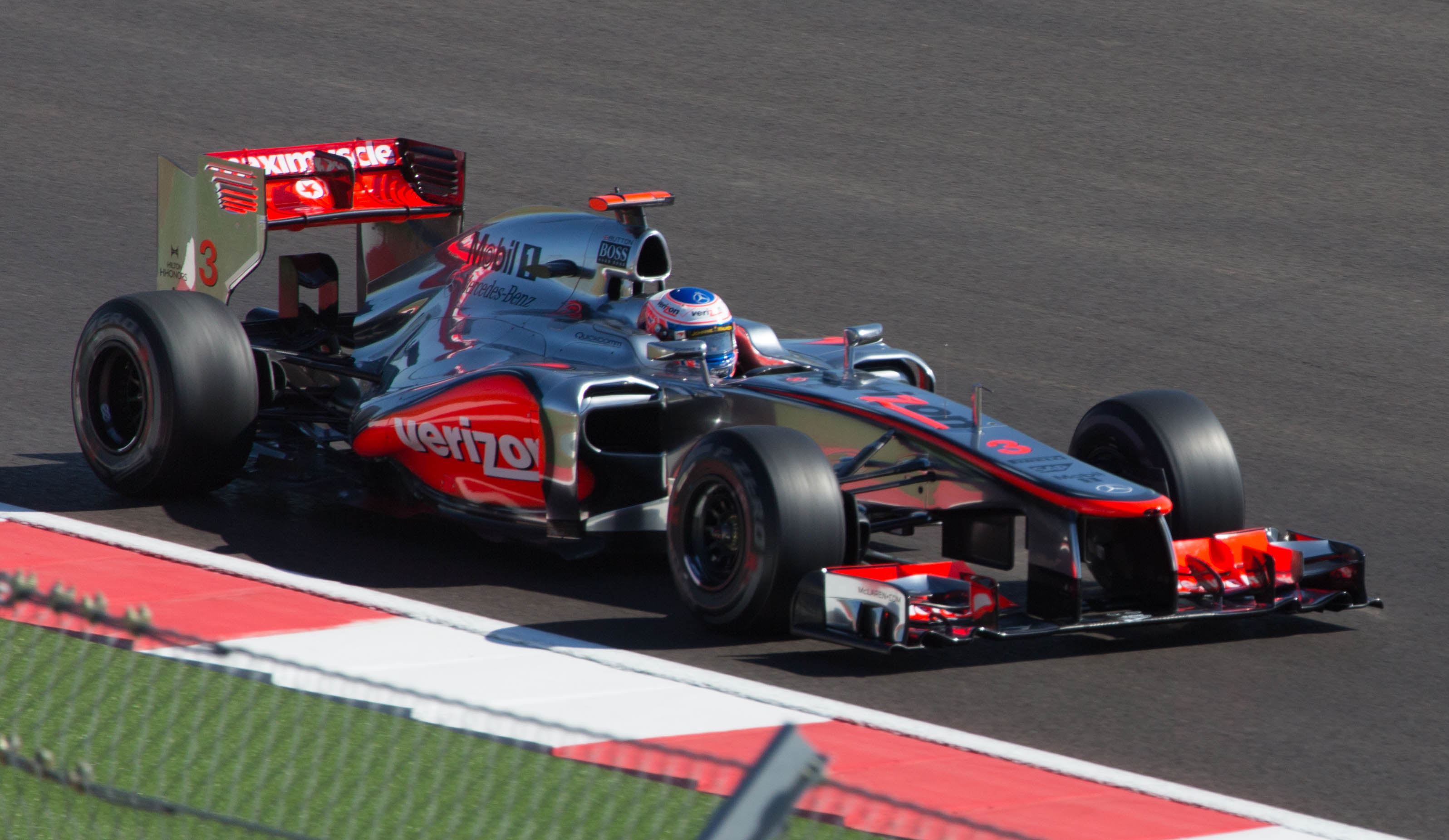
Jenson Button au Grand Prix des États-Unis en 2012.

Pour l'ouverture de la saison 2012, Jenson Button se qualifie deuxième en Australie, juste derrière son coéquipier Lewis Hamilton. Il prend un meilleur départ et s'empare de la tête de la course dès le premier virage. Une habile gestion de ses pneumatiques lui permet remporter sa première victoire de la saison devant Sebastian Vettel, et de mener le championnat du monde pour la première fois depuis le Grand Prix d'Espagne 2010. En Malaisie, les McLaren monopolisent à nouveau la première ligne, Button partant en deuxième position. Au quinzième tour, alors qu'il occupe la treizième place devant son coéquipier, il percute la HRT de Narain Karthikeyan, ce qui l'oblige à rentrer au stand pour changer son aileron avant. Reparti vingt-et-unième, il termine quatorzième de l'épreuve et rétrograde ainsi à la troisième place du championnat.
En Chine, il se qualifie cinquième à la suite de la pénalité de son coéquipier Hamilton et termine second de la course. À Bahreïn, malgré une course solide, il abandonne au cinquante-cinquième tour à cause d'une rupture d'échappement. En Espagne, il se classe neuvième, juste derrière son coéquipier. À Monaco, il se qualifie à la treizième place puis abandonne en course à la suite d'un accrochage avec Heikki Kovalainen. Lors du Grand Prix du Canada, il s'élance dixième et termine seizième à un tour de son coéquipier qui remporte l'épreuve. En Europe, il se qualifie à la neuvième place et termine huitième de la course. Lors de son Grand Prix national, il se qualifie à la seizième place, sa pire position depuis 2008. Le lendemain, il termine dixième tandis que son coéquipier est huitième. Cet enchaînement de mauvais résultats le relègue à la huitième place du championnat.
Les choses s'arrangent en Allemagne où il se qualifie sixième et termine troisième avant de gagner une place sur tapis vert à la suite d'une pénalité de vingt secondes infligée à Sebastian Vettel pour l'avoir dépassé hors-piste. En Hongrie, il se qualifie quatrième et termine sixième alors que son coéquipier s'impose après avoir obtenu la pole position. À l'occasion du Grand Prix de Belgique, il réalise sa première pole position de la saison, sa première depuis 2009, sa première en Belgique et sa première pour le compte de l'écurie McLaren Racing. Le lendemain, il mène le Grand Prix de bout en bout et s'impose pour la quatorzième fois de sa carrière.
En Italie, Jenson réalise le deuxième temps des qualifications derrière son coéquipier mais le lendemain il abandonne la course sur un problème de pression d'essence alors qu'il était deuxième. Il termine ensuite deuxième à Singapour puis quatrième au Japon mais abandonne dès le premier tour du Grand Prix de Corée du Sud à l'issue d'un accrochage. Il occupe le Top 5 des trois Grands Prix suivants, et, lors du dernier Grand Prix de la saison, à Interlagos, il est à nouveau second en qualification, derrière son coéquipier Lewis Hamilton. Il termine l'année comme il l'a commencée, par une victoire qui lui permet de ravir la cinquième place du championnat du monde à Mark Webber avec 188 points.

### 2013: saison difficile

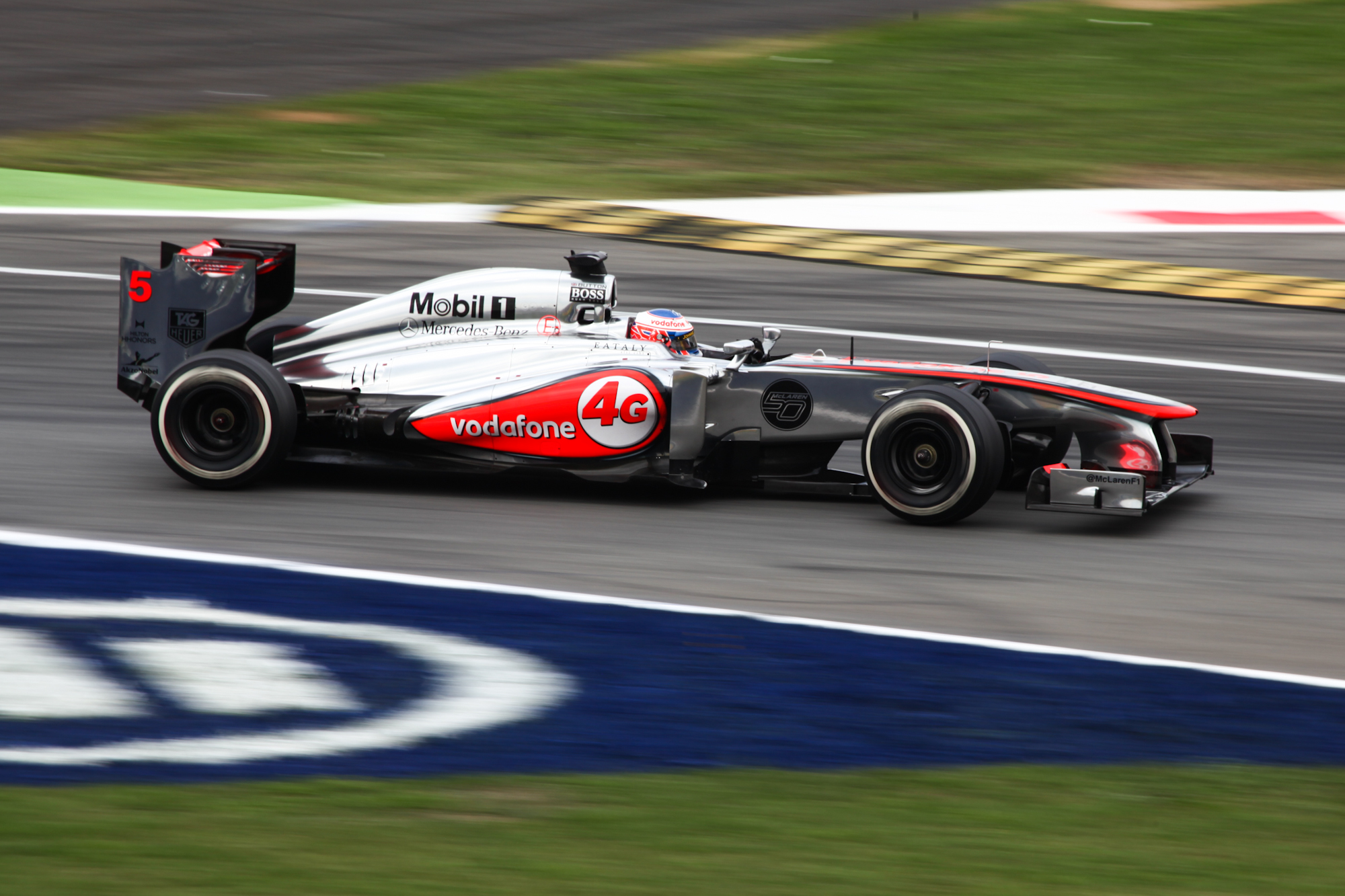
Button lors du Grand Prix d'Italie 2013.

En 2013, Button est associé à un nouveau coéquipier, le Mexicain Sergio Pérez, en provenance de Sauber. Lors du Grand Prix inaugural, en Australie, Jenson Button se qualifie à la dixième place pour terminer neuvième de l'épreuve. En Malaisie, il s'élance de la huitième place mais doit abandonner au cinquante-troisième tour à la suite d'une erreur de ses mécaniciens qui ont mal fixé sa roue avant droite, il est relégué à la treizième place du championnat. En Chine, huitième devant Sebastian Vettel, il termine cinquième de la course. À Bahreïn, dixième des qualifications, il lutte pendant toute la course contre son coéquipier Pérez et conserve sa position de départ.
En Espagne, seulement qualifié en quatorzième position, il parvient à terminer huitième de la course, devant son coéquipier. À Monaco, il s'élance neuvième, deux places derrière son coéquipier ; après une lutte contre lui, il termine sixième. Button n'atteint pas la zone des points au Canada (douzième, juste derrière son coéquipier) et en Grande-Bretagne (treizième). Il renoue avec les points en Allemagne (sixième) puis confirme en Hongrie (septième).
En Belgique, il part sixième et termine à la même place en course et en Italie, il termine dixième. La tournée asiatique lui permet d'engranger des points puisqu'il se classe septième à Singapour, devant son coéquipier, huitième en Corée et neuvième au Japon. Il termine hors des points en Inde (quatorzième quand Pérez est cinquième) puis à Abou Dhabi (douzième).
Button se classe ensuite dixième du Grand Prix des États-Unis, et obtient son meilleur résultat de la saison lors de la dernière manche, au Brésil, où il termine au pied du podium. Il se classe neuvième du championnat du monde avec 73 points, son pire classement depuis 2005. Il n'a pu signer aucune victoire ni aucun podium, une première depuis 2008, et pas non plus de pole position, une première depuis 2011.

### 2014: saison de transition chez McLaren

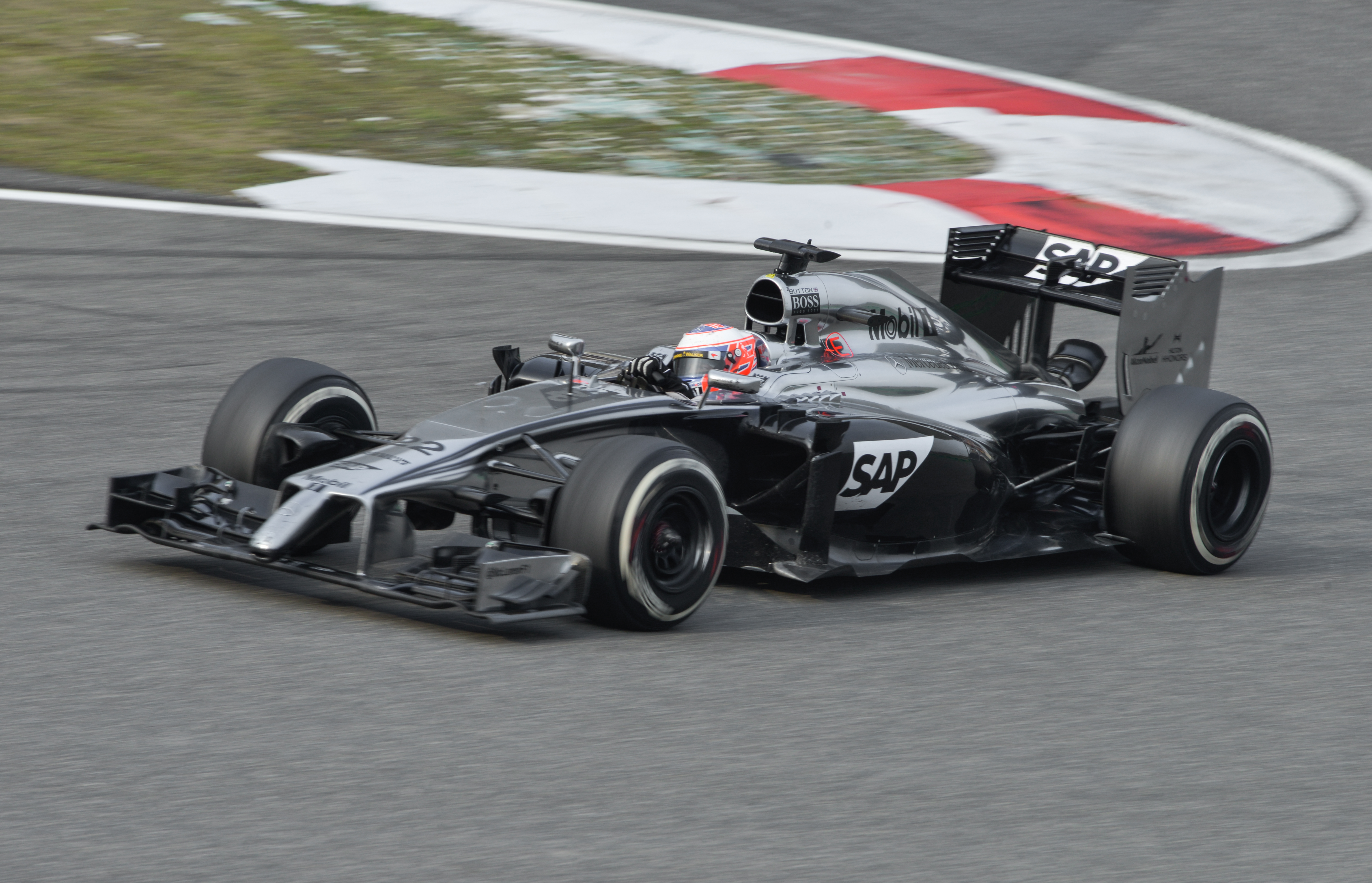
Button lors du Grand Prix de Chine 2014.

En 2014, Pérez quitte l'écurie et Button accueille le débutant danois Kevin Magnussen chez McLaren.
Lors du Grand Prix inaugural, en Australie, Jenson Button se qualifie onzième et termine troisième de la course, derrière son nouveau coéquipier. À nouveau qualifié en dixième place lors du Grand Prix de Malaisie, il termine sixième de l'épreuve. À Bahreïn, sixième sur la grille de départ, il doit, comme son coéquipier, abandonner en fin d'épreuve à cause d'un problème d'embrayage. En Chine et en Espagne, il termine onzième, hors des points. À Monaco, qualifié en douzième position, il se classe sixième. Au Canada, qualifié en neuvième place, il termine au pied du podium, quatrième. Le retour en Autriche, sur l'ancien A1 Ring, devenu Red Bull Ring ne lui sourit guère puisque qualifié en onzième position, il termine la course à la même position. À Silverstone, pour son Grand prix national, il se qualifie à la troisième place et finit à nouveau quatrième de la course. En Allemagne, qualifie onzième, il termine huitième ; en Hongrie, il continue à inscrire des points en terminant dixième après s'être qualifié à la septième place. Spa et Monza lui rapportent 8 et 4 points puisqu'il s'y classe sixième et huitième.
Il connaît un coup d'arrêt au Grand Prix de Singapour à cause d'un problème électrique qui provoque son abandon au cinquante-deuxième tour de course. Au Japon, sur le circuit de Suzuka, Button se qualifie en huitième position et termine cinquième de la course. En Russie, sur le nouveau circuit de Sotchi que tout le peloton découvre, Button se qualifie à la quatrième place et achève la course à la même place. Aux États-Unis, Button ne peut faire mieux qu'une douzième place en qualification et en course ; lors de son second ravitaillement, initialement prévu au vingt-septième tour, les ingénieurs de course lui demandent de rester en piste car Magnussen doit rentrer pour ravitailler, ce qui lui coûte finalement trois places.
Au Brésil, après une cinquième place en qualifications, Button termine quatrième de la course. À Abou Dabi, où les points sont doublés, qualifié en sixième position, il termine la course en cinquième place, remporte 20 points et achève sa quinzième saison en Formule 1 à la huitième place du championnat avec 126 points.

### 2015: nouvel équipier et nouveau moteur

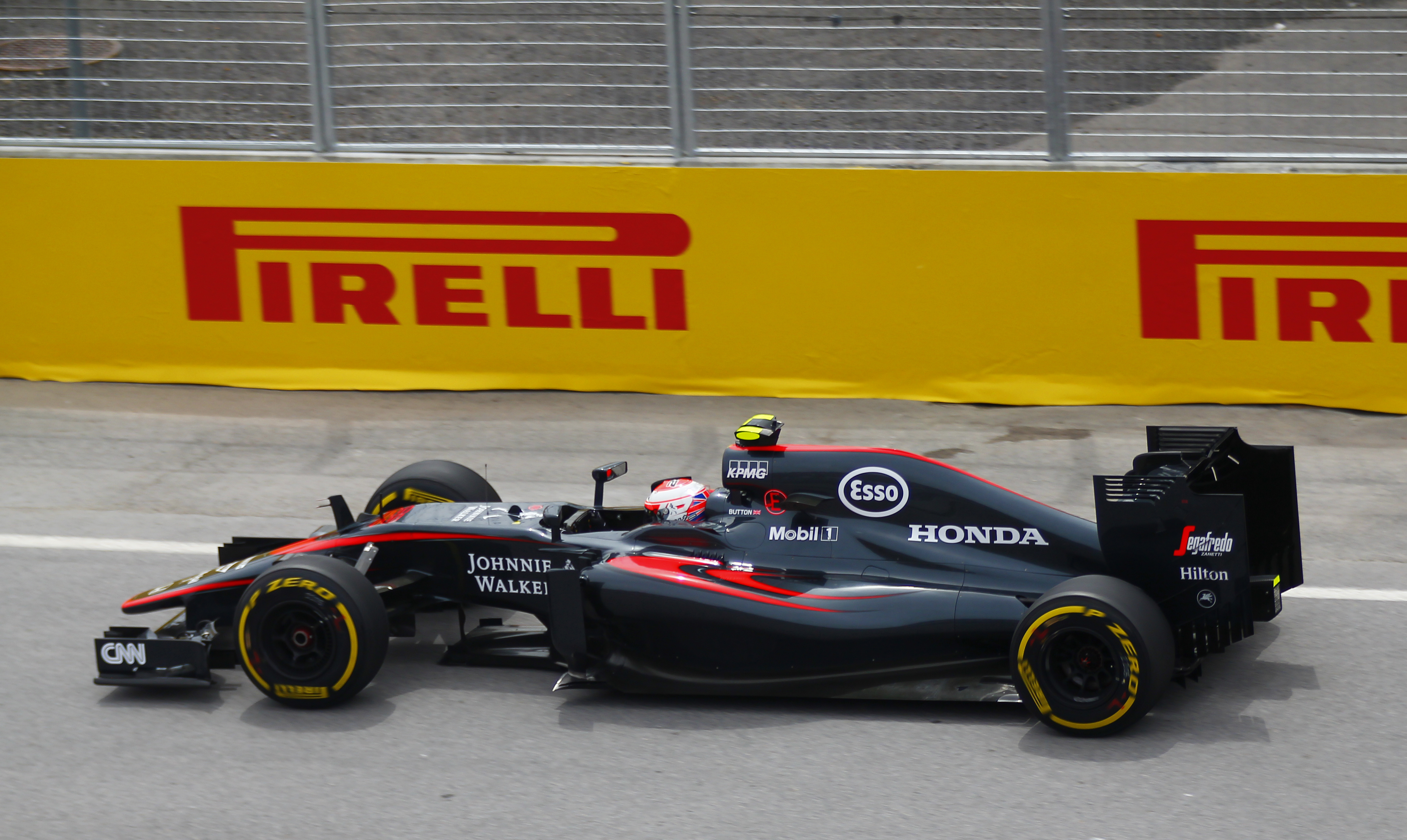
Jenson Button au Grand Prix du Canada 2015.

Le 11 décembre 2014, McLaren-Honda annonce sa titularisation aux côtés de Fernando Alonso pour 2015, Magnussen devenant pilote d'essai et de réserve. La saison s'avère être très difficile puisque la McLaren MP4-30 et son moteur nippon manquent de fiabilité en début de saison et reste très lente par rapport à ses rivales. Après le Grand Prix de Grande-Bretagne, il n'a inscrit que 4 points (en se classant huitième à Monaco) et a connu quatre abandons.
En Hongrie, Jenson Button se qualifie en seizième position derrière son coéquipier. Le lendemain, il réintègre les points en franchisant la ligne d'arrivée neuvième. Quelques jours après le Grand Prix du Japon, il prolonge son contrat d'un an avec McLaren. En Russie, il marque pour la troisième fois de la saison en finissant neuvième. Lors du Grand Prix des États-Unis, après une course à rebondissements au cours de laquelle la voiture de sécurité intervient à trois reprises, Button obtient son meilleur résultat de la saison en terminant sixième. Il se classe seizième du championnat avec 16 points, son pire classement depuis 2008 avec Honda Racing F1 Team.

### 2016: dernière saison en Formule 1
En 2016, Button court toujours pour McLaren-Honda. Les monoplaces ont bénéficié d'améliorations considérables qui les positionnent en milieu de peloton, entre Williams et Toro Rosso. Durant le Grand Prix d'Italie 2016, Button annonce qu'il reste sous contrat en 2017 mais devient pilote d'essais et ambassadeur de McLaren Racing qui promeut le pilote belge Stoffel Vandoorne. Il garde la possibilité de revenir en 2018 si Fernando Alonso décide de prendre sa retraite. Si, en début de la saison, Button et son coéquipier Fernando Alonso font jeu égal (après le Grand Prix d'Allemagne, Button ne concède que sept points à l'Espagnol), la seconde partie de saison tourne à l'avantage d'Alonso qui inscrit trente nouveaux points quand Button n'en marque que quatre. La meilleure performance de l'écurie en qualifications demeure toutefois à son crédit puisqu'il réalise le cinquième temps en Autriche et s'élance même troisième en profitant de quelques pénalités.
Le 11 novembre, Jenson Button fait part de son intérêt à la presse pour le Super GT, le championnat de supertourisme japonais. S'il écarte la possibilité de disputer une saison complète en 2017, il semble intéressé par la manche des 1 000 kilomètres de Suzuka. Il annonce par ailleurs qu'il ne disputera pas les 24 Heures du Mans 2017 mais pourrait être tenté de disputer quelques manches en championnat du monde de rallycross FIA. Le 24 novembre 2016, il annonce sa retraite définitive de la Formule 1 en raison d'un manque de motivation et d'une lassitude qu'il avait déjà mentionnée au Grand Prix du Japon en 2015 ; il finit quinzième du championnat du monde, avec 21 points.
Début décembre, il effectue des essais au sein de l'écurie Drago Modulo Honda Racing sur le circuit de Motegi où il pilote une Honda NSX Concept-GT.

### 2017: participation à Monaco pour remplacer Fernando Alonso

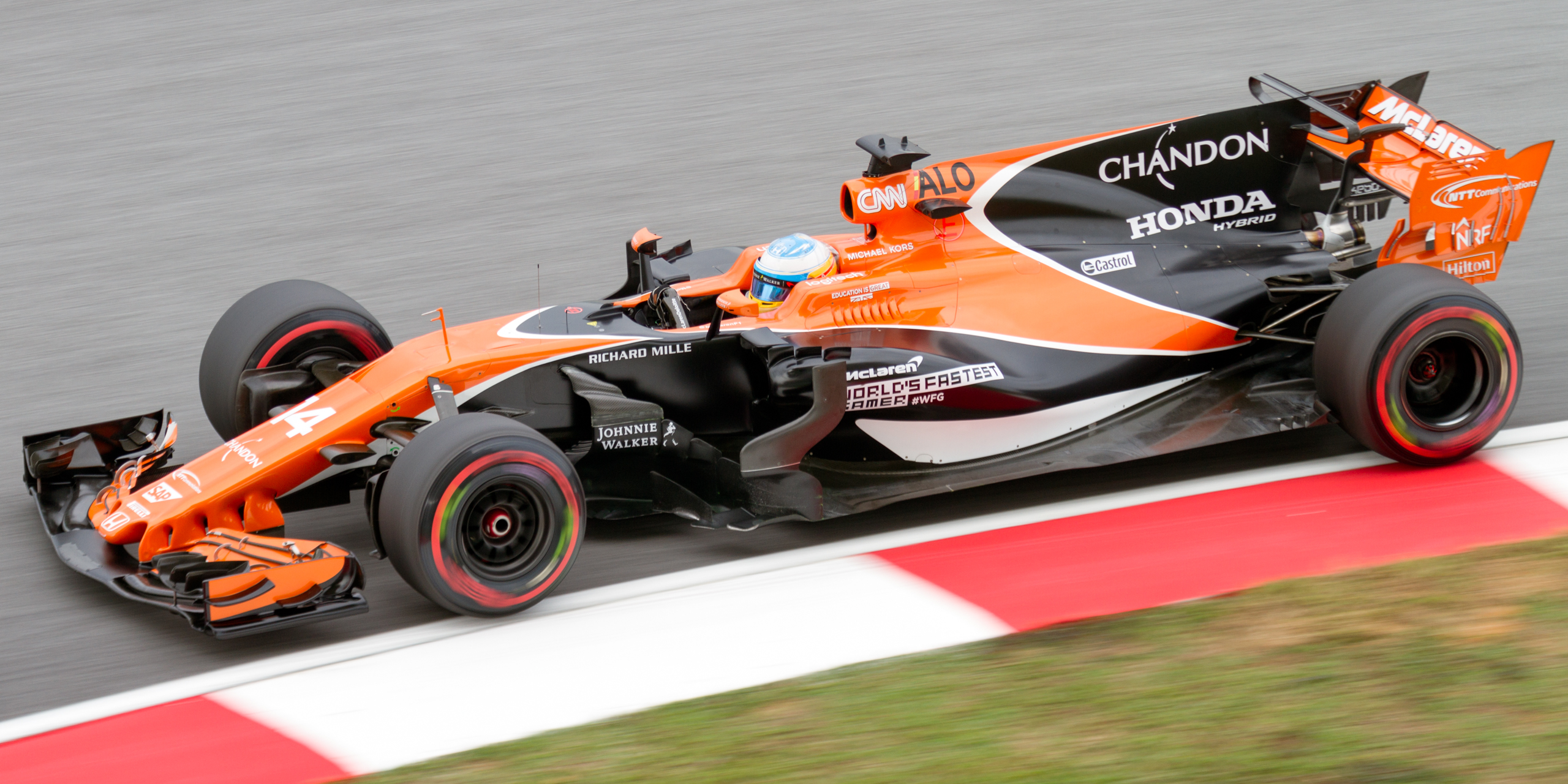
La McLaren MCL32, ici aux mains de Fernando Alonso lors du Grand Prix de Malaisie 2017, dernière monoplace de Formule 1 pilotée par Jenson Button

En janvier 2017, Jenson Button est officiellement titulaire au sein de l'écurie Team Kunimitsu, et au volant d'une pour piloter une Honda NSX-GT partagée avec Naoki Yamamoto et Takuya Izawa pour les 1 000 kilomètres de Suzuka,. Un court moment troisième de l'épreuve, il termine douzième à cause de nombreux soucis mécaniques.
Pilote de réserve de McLaren, Jenson Button remplace, au Grand Prix de Monaco, Fernando Alonso qui participe aux 500 miles d'Indianapolis. Auteur du neuvième temps des qualifications, juste devant son coéquipier Stoffel Vandoorne, il est pénalisé d'un recul de quinze places après le changement du MGU-H et du turbocompresseur de sa McLaren MCL32 et s'élance de la dernière place de la grille de départ. Il abandonne au cinquante-septième tour après un accrochage avec Pascal Wehrlein.
En novembre, Button qui remplissait un rôle d'ambassadeur pour l'écurie McLaren, se retire pour permettre à Lando Norris de le remplacer en tant que pilote de réserve pour 2018.

### 2018: Super GT

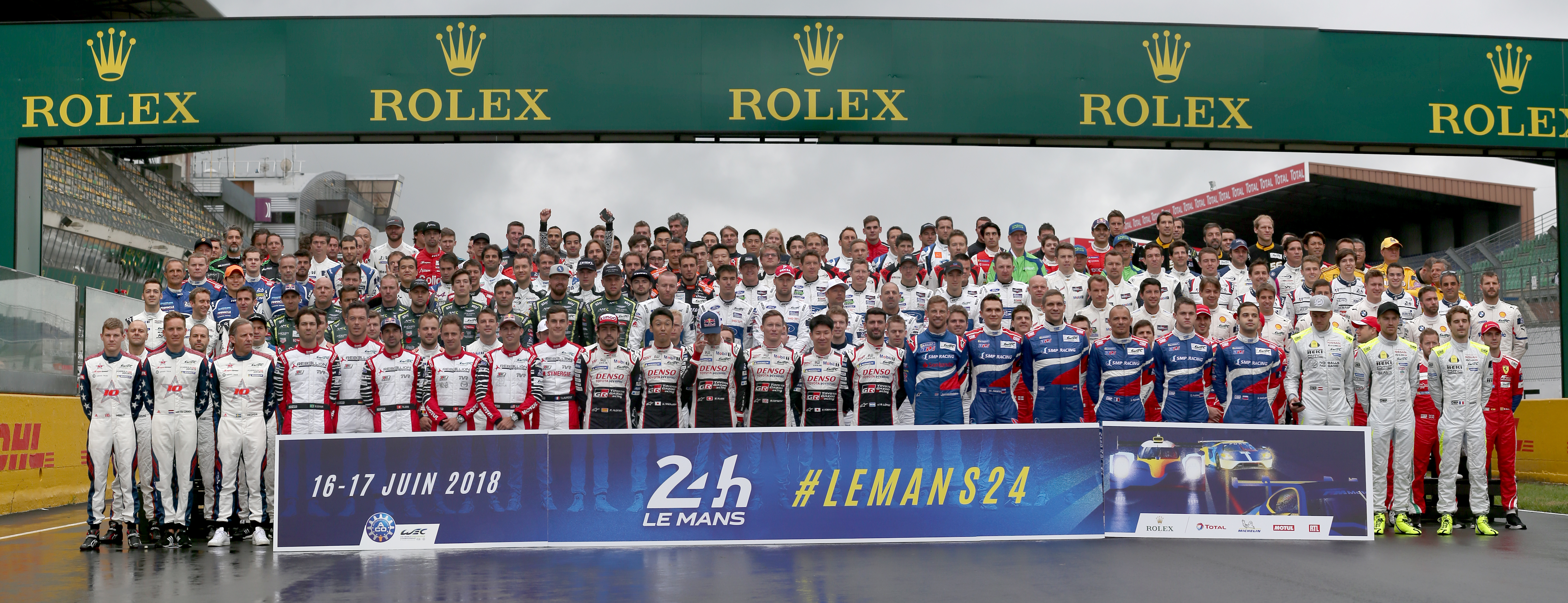
Jenson Button au Mans en 2018.

En décembre 2017, Button annonce qu'il s'est engagé en Super GT au Japon ; en janvier 2018, il précise avoir signé un contrat avec l'équipe Kunimitsu et qu'il piloterait une Honda NSX-GT. Après une saison âprement disputée, Button, associé à Naoki Yamamoto remporte le titre Super GT,.
Parallèlement à ce championnat, Button participe également au Championnat du monde d'endurance FIA 2018-2019 en tant que pilote SMP Racing en catégorie LMP1. Au volant de la BR Engineering BR1-AER, il dispute notamment les 24 Heures du Mans 2018, avec Mikhail Aleshin et Vitaly Petrov, où il abandonne à une heure du terme à la suite d'une panne de moteur.

### 2024: endurance
En 2024, Button s'engage en FIA WEC au sein de l'écurie Hertz Team Jota en catégorie Hypercar, aux côtés de Phil Hanson et d'Oliver Rasmussen.

## Résultats en championnat du monde de Formule 1
- 306 départs en Grand Prix (16 271 tours et 80 863 kilomètres parcourus) ;
- 15 victoires ;
- 50 podiums ;
- 1 235 points ;
- 162 arrivées dans les points ;
- 8 pole positions ;
- 24 départs en première ligne ;
- 8 meilleurs tours en course ;
- 1 hat trick ;
- 762 tours en tête (3 886 kilomètres) ;
- 42 fois en tête d'un Grand Prix ;
- 2 Grands Prix menés de bout en bout ;
- 75 abandons ;
- 20 Grands Prix en tête du championnat du monde ;
- Champion du monde en 2009 ;
- Vice-champion du monde en 2011 ;
- Débuts en Formule 1 : le 12 mars 2000 au Grand Prix d'Australie, à Melbourne – abandon au 46e tour.
- Première pole position : le 25 avril 2004 au Grand Prix de Saint-Marin, sur le circuit Dino et Enzo Ferrari.
- Première victoire : le 6 août 2006 au Grand Prix de Hongrie, sur le Hungaroring, pour son 113e départ.

| Saison | Écurie                            | Châssis | Moteur      | Pneus       | GP disputés | Pole positions | Victoires | Podiums | Meilleurs tours | Dans les points | Abandons | Points inscrits | Classement |
| ------ | --------------------------------- | ------- | ----------- | ----------- | ----------- | -------------- | --------- | ------- | --------------- | --------------- | -------- | --------------- | ---------- |
| 2000   | BMW Williams F1 Team              | FW22    | BMW V10     | Bridgestone | 17          | 0              | 0         | 0       | 0               | 6               | 6        | 12              | 8e         |
| 2001   | Mild Seven Benetton Renault       | B201    | Renault V10 | Michelin    | 17          | 0              | 0         | 0       | 0               | 1               | 6        | 2               | 17e        |
| 2002   | Mild Seven Renault F1 Team        | R202    | Renault V10 | Michelin    | 17          | 0              | 0         | 0       | 0               | 7               | 5        | 14              | 7e         |
| 2003   | Lucky Strike BAR Honda            | 005     | Honda V10   | Bridgestone | 15          | 0              | 0         | 0       | 0               | 7               | 5        | 17              | 9e         |
| 2004   | Lucky Strike BAR Honda            | 006     | Honda V10   | Michelin    | 18          | 1              | 0         | 10      | 0               | 15              | 3        | 85              | 3e         |
| 2005   | Lucky Strike BAR Honda            | 007     | Honda V10   | Michelin    | 16          | 1              | 0         | 2       | 0               | 10              | 3        | 37              | 9e         |
| 2006   | Lucky Strike Honda Racing F1 Team | RA106   | Honda V8    | Michelin    | 18          | 1              | 1         | 3       | 0               | 11              | 4        | 56              | 6e         |
| 2007   | Honda Racing F1 Team              | RA107   | Honda V8    | Bridgestone | 17          | 0              | 0         | 0       | 0               | 3               | 6        | 6               | 15e        |
| 2008   | Honda Racing F1 Team              | RA108   | Honda V8    | Bridgestone | 18          | 0              | 0         | 0       | 0               | 1               | 4        | 3               | 18e        |
| 2009   | Brawn GP Formula One Team         | BGP 001 | Mercedes V8 | Bridgestone | 17          | 4              | 6         | 9       | 2               | 16              | 1        | 95              | Champion   |
| 2010   | Vodafone McLaren Mercedes         | MP4-25  | Mercedes V8 | Bridgestone | 19          | 0              | 2         | 7       | 1               | 16              | 2        | 214             | 5e         |
| 2011   | Vodafone McLaren Mercedes         | MP4-26  | Mercedes V8 | Pirelli     | 19          | 0              | 3         | 12      | 3               | 17              | 2        | 270             | 2e         |
| 2012   | Vodafone McLaren Mercedes         | MP4-27  | Mercedes V8 | Pirelli     | 20          | 1              | 3         | 6       | 2               | 14              | 5        | 188             | 5e         |
| 2013   | Vodafone McLaren Mercedes         | MP4-28  | Mercedes V8 | Pirelli     | 19          | 0              | 0         | 0       | 0               | 14              | 1        | 73              | 9e         |
| 2014   | McLaren Mercedes                  | MP4-29  | Mercedes V6 | Pirelli     | 19          | 0              | 0         | 1       | 0               | 13              | 2        | 126             | 8e         |
| 2015   | McLaren Honda                     | MP4-30  | Honda V6    | Pirelli     | 19          | 0              | 0         | 0       | 0               | 4               | 5        | 16              | 16e        |
| 2016   | McLaren Honda                     | MP4-31  | Honda V6    | Pirelli     | 21          | 0              | 0         | 0       | 0               | 0               | 7        | 21              | 15e        |
| 2017   | McLaren Honda                     | MCL32   | Honda V6    | Pirelli     | 1           | 0              | 0         | 0       | 0               | 0               | 1        | 0               | n.c.       |

| 2000 | BMW Williams F1 Team                                        | Williams FW22  | BMW V10 E41                      | B | AUS Abd. | BRÉ 6e   | SMR Abd. | GBR 5e   | ESP 17e  | EUR 10e  | MON Abd. | CAN 11e  | FRA 8e   | AUT 5e   | ALL 4e   | HON 9e   | BEL 5e   | ITA Abd. | USA Abd. | JAP 5e   | MAL Abd. |          |         |         |          | 8e       | 12  |
| 2001 | Mild Seven Benetton Renault                                 | Benetton B201  | Renault V10 RS21                 | M | AUS 14e  | MAL 11e  | BRE 10e  | SMR 12e  | ESP 15e  | AUT Abd. | MON 7e   | CAN Abd. | EUR 13e  | FRA 16e  | GBR 15e  | ALL 5e   | HON Abd. | BEL Abd. | ITA Abd. | USA 9e   | JAP 7e   |          |         |         |          | 17e      | 2   |
| 2002 | Mild Seven Renault F1 Team                                  | Renault R202   | Renault V10 RS22                 | M | AUS Abd. | MAL 4e   | BRE 4e   | SMR 5e   | ESP 12e  | AUT 7e   | MON Abd. | CAN 15e  | EUR 5e   | GBR 12e  | FRA 6e   | ALL Abd. | HON Abd. | BEL Abd. | ITA 5e   | USA 8e   | JAP 6e   |          |         |         |          | 7e       | 14  |
| 2003 | Lucky Strike BAR Honda                                      | BAR 005        | Honda V10 RA003E                 | B | AUS 10e  | MAL 7e   | BRE Abd. | SMR 8e   | ESP 9e   | AUT 4e   | MON Np.  | CAN Abd. | EUR 7e   | FRA Abd. | GBR 8e   | ALL 8e   | HON 10e  | ITA Abd. | USA Abd. | JAP 4e   |          |          |         |         |          | 9e       | 17  |
| 2004 | Lucky Strike BAR Honda                                      | BAR 006        | Honda V10 RA004E                 | M | AUS 6e   | MAL 3e   | BAH 3e   | SMR 2e   | ESP 8e   | MON 2e   | EUR 3e   | CAN 3e   | USA Abd. | FRA 5e   | GBR 4e   | ALL 2e   | HON 5e   | BEL Abd. | ITA 3e   | CHI 2e   | JAP 3e   | BRE Abd. |         |         |          | 3e       | 85  |
| 2005 | Lucky Strike BAR Honda                                      | BAR 007        | Honda V10 RA005E                 | M | AUS 11e  | MAL Abd. | BAH Abd. | SMR Dsq. | ESP Dsq. | MON Dsq. | EUR 10e  | CAN Abd. | USA Np.  | FRA 4e   | GBR 5e   | ALL 3e   | HON 5e   | TUR 5e   | ITA 8e   | BEL 3e   | BRE 7e   | JAP 5e   | CHI 8e  |         |          | 9e       | 37  |
| 2006 | [[Honda Racing F1 Team\|Lucky Strike Honda Racing F1 Team]] | Honda RA106    | Honda V8 RA806E                  | M | BAH 4e   | MAL 3e   | AUS 10e  | SMR 7e   | EUR Abd. | ESP 6e   | MON 11e  | GBR Abd. | CAN 9e   | USA Abd. | FRA Abd. | ALL 4e   | HON 1er  | TUR 4e   | ITA 5e   | CHI 4e   | JAP 4e   | BRE 3e   |         |         |          | 6e       | 56  |
| 2007 | Honda Racing F1 Team                                        | Honda RA107    | Honda V8 RA807E                  | B | AUS 15e  | MAL 12e  | BAH Abd. | ESP 12e  | MON 11e  | CAN Abd. | USA 12e  | FRA 8e   | GBR 10e  | EUR Abd. | HON Abd. | TUR 13e  | ITA 8e   | BEL Abd. | JAP 11e  | CHN 5e   | BRE Abd. |          |         |         |          | 15e      | 6   |
| 2008 | Honda Racing F1 Team                                        | Honda RA108    | Honda V8 RA808E                  | B | AUS Abd. | MAL 10e  | BAH Abd. | ESP 6e   | TUR 11e  | MON 11e  | CAN 11e  | FRA Abd. | GBR Abd. | ALL 17e  | HON 12e  | EUR 13e  | BEL 15e  | ITA 15e  | SIN 9e   | JAP 14e  | CHN 16e  | BRE 13e  |         |         |          | 18e      | 3   |
| 2009 | Brawn GP Formula One Team                                   | Brawn BGP 001  | Mercedes V8 FO 108W              | B | AUS 1er  | MAL* 1er | CHI 3e   | BAH 1er  | ESP 1er  | MON 1er  | TUR 1er  | GBR 6e   | ALL 5e   | HON 7e   | EUR 7e   | BEL Abd. | ITA 2e   | SIN 5e   | JAP 8e   | BRE 5e   | ABU 3e   |          |         |         |          | Champion | 95  |
| 2010 | Vodafone McLaren Mercedes                                   | McLaren MP4-25 | Mercedes V8 FO 108X              | B | BAH 7e   | AUS 1er  | MAL 8e   | CHN 1er  | ESP 5e   | MON Abd. | TUR 2e   | CAN 2e   | EUR 3e   | GBR 4e   | ALL 5e   | HON 8e   | BEL Abd. | ITA 2e   | SIN 4e   | JAP 4e   | COR 12e  | BRE 5e   | ABU 3e  |         |          | 5e       | 214 |
| 2011 | Vodafone McLaren Mercedes                                   | McLaren MP4-26 | Mercedes V8 FO 108Y              | P | AUS 6e   | MAL 2e   | CHN 4e   | TUR 6e   | ESP 3e   | MON 3e   | CAN 1er  | EUR 6e   | GBR Abd. | ALL Abd. | HON 1er  | BEL 3e   | ITA 2e   | SIN 2e   | JAP 1er  | COR 4e   | IND 2e   | ABU 3e   | BRE 3e  |         |          | 2e       | 270 |
| 2012 | Vodafone McLaren Mercedes                                   | McLaren MP4-27 | Mercedes V8 FO 108Z              | P | AUS 1er  | MAL 14e  | CHI 2e   | BAH 18e* | ESP 9e   | MON 16e* | CAN 16e  | EUR 8e   | GBR 10e  | ALL 2e   | HON 6e   | BEL 1er  | ITA Abd. | SIN 2e   | JAP 4e   | COR Abd. | IND 5e   | ABU 4e   | USA 5e  | BRE 1er |          | 5e       | 188 |
| 2013 | Vodafone McLaren Mercedes                                   | McLaren MP4-28 | Mercedes V8 FO 108F              | P | AUS 9e   | MAL 17e* | CHI 5e   | BAH 10e  | ESP 8e   | MON 6e   | CAN 12e  | GBR 13e  | ALL 6e   | HON 7e   | BEL 6e   | ITA 10e  | SIN 7e   | COR 8e   | JAP 9e   | IND 14e  | ABU 12e  | USA 10e  | BRE 4e  |         |          | 9e       | 73  |
| 2014 | McLaren Mercedes                                            | McLaren MP4-29 | Mercedes V6 turbo hybride PU106A | P | AUS 3e   | MAL 6e   | BAH 17e* | CHI 11e  | ESP 11e  | MON 6e   | CAN 4e   | AUT 11e  | GBR 4e   | ALL 8e   | HON 10e  | BEL 6e   | ITA 8e   | SIN Abd. | JAP 5e   | RUS 4e   | USA 12e  | BRE 4e   | ABU 5e  |         |          | 8e       | 126 |
| 2015 | McLaren Honda                                               | McLaren MP4-30 | Honda V6 turbo hybride RA615H    | P | AUS 11e  | MAL Abd. | CHI 14e  | BAH Np.  | ESP 16e  | MON 8e   | CAN Abd. | AUT Abd. | GBR Abd. | HON 9e   | BEL 14e  | ITA 14e  | SIN Abd. | JAP 16e  | RUS 9e   | USA 6e   | MEX 14e  | BRE 14e  | ABU 12e |         |          | 16e      | 16  |
| 2016 | McLaren Honda Formula 1 Team                                | McLaren MP4-31 | Honda V6 turbo hybride RA616H    | P | AUS 14e  | BAH Abd. | CHN 13e  | RUS 10e  | ESP 9e   | MON 9e   | CAN Abd. | EUR 11e  | AUT 6e*  | GBR 12e  | HON Abd. | ALL 8e   | BEL Abd. | ITA 12e  | SIN Abd. | MAL 9e   | JAP 18e  | USA 9e   | MEX 12e | BRE 16e | ABU Abd. | 15e      | 21  |
| 2017 | McLaren Honda Formula 1 Team                                | McLaren MCL32  | Honda V6 turbo hybride RA617H    | P | AUS      | CHN      | BAH      | RUS      | ESP      | MON Abd. | CAN      | AZE      | AUT      | GBR      | HON      | BEL      | ITA      | SIN      | MAL      | JAP      | USA      | MEX      | BRE     | ABU     |          | Nc.      | 0   |
| Légende : ici - *GP de Malaisie 2009 : moins de 75 % de la course ayant été effectuée, seule la moitié des points a été attribuée. |                                                             |                |                                  |   |          |          |          |          |          |          |          |          |          |          |          |          |          |          |          |          |          |          |         |         |          |          |     |

## Victoires en championnat du monde de Formule 1
| #  | Année | Manche | Date             | Grand Prix | Circuit           | Grille        | Écurie           | Voiture | Résumé |
| -- | ----- | ------ | ---------------- | ---------- | ----------------- | ------------- | ---------------- | ------- | ------ |
| 1  | 2006  | 13/18  | 6 août 2006      | Hongrie    | Hungaroring       | 14e           | Honda            | RA106   | Résumé |
| 2  | 2009  | 01/17  | 29 mars 2009     | Australie  | Melbourne         | Pole position | Brawn-Mercedes   | BGP 001 | Résumé |
| 3  | 2009  | 02/17  | 5 avril 2009     | Malaisie   | Sepang            | Pole position | Brawn-Mercedes   | BGP 001 | Résumé |
| 4  | 2009  | 04/17  | 26 avril 2009    | Bahreïn    | Sakhir            | 4e            | Brawn-Mercedes   | BGP 001 | Résumé |
| 5  | 2009  | 05/17  | 10 mai 2009      | Espagne    | Barcelone         | Pole position | Brawn-Mercedes   | BGP 001 | Résumé |
| 6  | 2009  | 06/17  | 24 mai 2009      | Monaco     | Monaco            | Pole position | Brawn-Mercedes   | BGP 001 | Résumé |
| 7  | 2009  | 07/17  | 7 juin 2009      | Turquie    | Istanbul Park     | 2e            | Brawn-Mercedes   | BGP 001 | Résumé |
| 8  | 2010  | 02/19  | 28 mars 2010     | Australie  | Melbourne         | 4e            | McLaren-Mercedes | MP4-25  | Résumé |
| 9  | 2010  | 04/19  | 18 avril 2010    | Chine      | Shanghai          | 5e            | McLaren-Mercedes | MP4-25  | Résumé |
| 10 | 2011  | 07/19  | 12 juin 2011     | Canada     | Montréal          | 7e            | McLaren-Mercedes | MP4-26  | Résumé |
| 11 | 2011  | 11/19  | 31 juillet 2011  | Hongrie    | Hungaroring       | 3e            | McLaren-Mercedes | MP4-26  | Résumé |
| 12 | 2011  | 15/19  | 9 octobre 2011   | Japon      | Suzuka            | 2e            | McLaren-Mercedes | MP4-26  | Résumé |
| 13 | 2012  | 01/20  | 18 mars 2012     | Australie  | Melbourne         | 2e            | McLaren-Mercedes | MP4-27  | Résumé |
| 14 | 2012  | 12/20  | 2 septembre 2012 | Belgique   | Spa-Francorchamps | Pole position | McLaren-Mercedes | MP4-27  | Résumé |
| 15 | 2012  | 20/20  | 25 novembre 2012 | Brésil     | Interlagos        | 2e            | McLaren-Mercedes | MP4-27  | Résumé |

## Résultats aux 24 heures du Mans
| Année | Équipe               | no | Voiture              | Moteur                   | Pneumatiques | Catégorie      | Équipiers                        | Tours | Résultat |
| ----- | -------------------- | -- | -------------------- | ------------------------ | ------------ | -------------- | -------------------------------- | ----- | -------- |
| 2018  | SMP Racing           | 11 | BR Engineering BR1   | AER P60B 2.4 L Turbo V6  | Michelin     | LMP1           | Mikhail Aleshin Vitaly Petrov    | 315   | Abandon  |
| 2023  | Hendrick Motorsports | 24 | Chevrolet Camaro ZL1 | Chevrolet R07.2 5,9 L V8 | Goodyear     | Innovative Car | Jimmie Johnson Mike Rockenfeller | 285   | 39e      |

## Résultats en Super GT
- Champion du monde Super GT 2018
- Victoire meeting de Sugo
- 3 podiums dont 2 deuxièmes places.

## Vie privée
Jenson Button annonce officiellement, juste avant le nouvel an 2015, s'être marié à Maui, à Hawaï, avec Jessica Michibata, sa compagne depuis six ans,. Ils divorcent un an plus tard.
Depuis 2014, il est ambassadeur de la marque d'automobiles Rolls-Royce.
Grand amateur de triathlon, Jenson Button participe à quelques compétitions et, avec sa fondation Trust, organise son premier triathlon en 2012 dans un but caritatif,.
Le 23 juillet 2019, sa fiancée Brittny Ward met au monde leur garçon, prénommé Hendrix Jonathan. Le 27 décembre 2020, elle met au monde leur fille, prénommée Lenny Monrow.